# 女性健康
女性健康是指和女性有關的健康議題，和男性的議題有許多不同之處。女性健康是人口健康的例子之一，依照WHO的定義，健康「不僅為疾病或虛弱之消除，而是體格，精神與社會之完全健康狀態。」女性健康有時只視為是女性的生殖健康，不過許多團體認為女性健康有更廣泛的定義，是女性的整體健康。這些差異在发展中国家中更加的明顯，女性在健康上（包括其中的風險以及以往的經驗）處於更不利的地位。
已開發國家中女性的预期寿命一般比男性要長，不過女性在許多健康領域會較早面對一些疾病，疾病情形較嚴重，而且後續比較不佳。性別仍然是健康的社會決定因素，女性的健康不單是受生理上的影響，也會受到貧窮、工作及家庭責任等因素的影響。女性長久以來在像是社會權力及經濟權力等層面屈於弱勢，這些也限制她們獲取生活中像是医疗卫生的重要資訊或是服務。像在開發中國家，女性不利的程度越大，對健康的影響也越大。
女性在生殖健康和性健康上和男性有很大的不同。就算已開發國家，妊娠及分娩仍對女性有一定的風險，每世界每年孕产妇死亡的人數為25萬人，而在開發中國家及已開發國家有很大的差距。有一些非生殖系統的合併症（例如心血管疾病）也增加了懷孕相關疾病（如妊娠毒血症）的發病率及死亡率。性傳染病對女性及嬰兒有嚴重的影響，而母子垂直傳播會造成像是死產及周產期死亡等後果，而骨盆腔發炎會造成女性不孕症。除了許多原因造成的不孕外，像是生育控制、非預期懷孕、未經同意的性行為，以及設法爭取堕胎權利都為女性帶來了許多的負擔。
男性和女性的主要死因，像是心血管疾病、癌症及呼吸系统疾病是類似的。但在細部分類上有所有不同。在美國，肺癌已超過所有其他的癌症，成為女性癌症死亡的主要原因，其次的是乳癌、大腸癌、卵巢癌、子宫癌及子宮頸癌。雖然吸煙是肺癌的主要原因，但未吸煙女性的風險仍為未吸煙男性的三倍，除了肺癌之外，乳癌是已開發國家最常見的癌症，也是已開發國家女性最重要的慢性病之一，不過在開發中國家，子宮頸癌是女性最常見的癌症之一，子宮頸癌和人類乳突病毒（HPV）有關，也是重要的性傳染病。人类乳头瘤病毒疫苗以及醫學篩檢可望可以控制子宮頸癌。其他重要的健康議題包括心血管疾病、抑鬱、失智症、骨質疏鬆症及贫血。在促進女性健康上的主要障礙是女性在研究中的代表性不足，在美國及其他西方國家有提出性別平等的議題，也設立了女性健康研究卓越中心以及大規模的臨床試驗（例如女性健康倡議）。

## 定義及範圍
女性因為其特別的生理、社會以及行為因素，對健康和疾病的經歷會和男性不同。生理學的差異從表型到细胞生物学都有不同，因此造成在疾病發展上的獨特風險。世界卫生组织（WHO）所定義的健康「不僅為疾病或虛弱之消除，而是體格，精神與社會之完全健康狀態。」。女性健康是人口健康的例子之一，是針對特定人群的健康。
女性健康曾被形容成「有縫隙的拼布被子。」。有許多女性健康的議題是和生殖健康有關，包括產婦保健以及分娩保健、女性生殖系統和乳房的健康，以及內分泌（荷爾蒙）的健康，包括月經、生育控制及更年期，不過更廣義的女性健康是和女性所有層面的健康有關，用「女性健康」（Health of Women）來代替「婦女健康」（Women's Health）。世界卫生组织認為過度的強調生育健康，也是所有女性無法得到優質健康照顧的主題障礙。像是有些疾病在男性及女性身上都會出現，例如心血管疾病及骨質疏鬆症，但在女性身上的表現就和男性不同。女性健康議題也包括了一些女性會面對，和其生理沒有直接關係的醫療處境，例如在醫療資源上的性別差異，或是其他社會經濟學的因素。女性健康特別受到關注的原因也是因為世界上普遍對女性的歧視，使女性成為弱势群体。
許多醫學研究的倡導者，例如美國的女性健康研究協會，就支持較廣的定義方式，不單單只關注兩性解剖學差異的相關議題，而包括一些男女在生理學上有差異的領域。女性比男性更需要醫療保健，也更需要接觸醫療系統。其中有一部份原因是和生育以及性健康有關，不過女性也有更多非生殖性的健康議題，例如心血管疾病、癌症、精神疾患、糖尿病及骨質疏鬆症。另一個重要的觀點是意識到從In utero（子宮內）到老年的整個生物生命週期（或生命歷程都會影響女性的成長、發展以及健康。生命歷程的觀點是世界卫生组织的關鍵策略之一。

### 全球的觀點
若以全球健康的觀點來看，兩性在疾病的易感性以及症狀，並且在治療時的反應都確實存在著性別的差異。目前許多已有的資料是來自已開發國家，不過在開發中國家女性的角色以及健康情形也和已開發國家有許多的差異。全球觀點（global viewpoint）定義為「優先改善全世界人類健康，並且達到健康平等的研討、研究及實務領域。」。世界衛生組織在2015年列出了女性的前十大健康議題是癌症、生育健康、孕產婦健康、人類免疫缺陷病毒（HIV）、性傳染疾病、暴力、非傳染性疾病、青年及老化。

## 預期壽命
女性的預期壽命比男性要長，不論民族以及地區，女性在一生中的死亡率都比男性要低。在歷史上女性的死亡率較高，主要是因為孕产妇死亡（在懷孕或是分娩時死亡）。在工業化國家，特別是那些最先進的國家，在第一次工业革命後，兩性的死亡率差距開始縮小，甚至從女性死亡率較高轉變為男性死亡率較高。不過在世界上的許多地區，女性較早罹患疾病，疾病的情形也比較嚴重，疾病後的情形也比較不佳。
雖然兩性健康存在一些差異，不過美國男性和女性死因的前幾位相當接近，第一名是心血管疾病，佔總死亡人數的四分之一，接著是癌症、呼吸系统疾病及中風。女性因意外事故及自殺死亡的比例較低，但失智症的發生率較高(Gronowski and Schindler, Table I).。
開發中國家以及已開發國家女性預期壽命主要的差異是在生育的年齡。開發中國家以及已開發國家女性在分娩後的預期壽命的差異比較不顯著，之後的主要死因是非傳染性疾病（NCD），其中心血管疾病佔年長女性死因的45%，再來則是癌症（15%）和肺部疾病（10%）。在開發中國家的女性有額外的健康風險。生活型態（包括飲食、運動及喜好女性較豐腴的文化因素）的改變，造成在開發中國家女性肥胖症及糖尿病的比例變高，也增加心血管疾病以及其他非傳染性疾病的風險。
處於社會邊緣的女性，會比未處於社會邊緣的女性要提早死亡。有物質濫用症狀的女性、無家可歸的女性、女性性工作者或是入獄的女性，其壽命顯著的比其他女性要短。不論什麼年齡，上述條件若不只一項，其死亡率是同年齡一般女性的10至13倍。

## 社會和文化因素

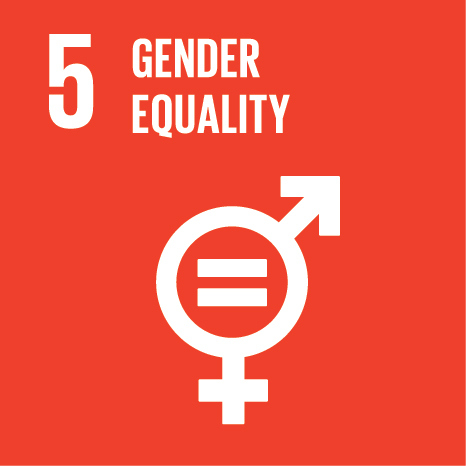
第5項可持续发展目标的圖示：性別平等

女性健康也列在世界卫生组织等機構所引述的知識體系中，在其知識體系中將性別列為是一項健康的社會決定因素。女性健康不但會受到其生理學所影響，也會受到其社會情形所影響，例如貧窮、工作、家庭中的責任，這些層面不應該被忽視。
在傳統上，女性在經濟地位、社會地位以及權力上都處於較不利的地位，因此也比較少機會可以獲取像是医疗卫生等，生活中有需要獲取的相關資源。最近在西方國家已有改善，但和男性相比，女性仍處於不利的地位。发展中国家的性別健康差距更加明顯，女性比較起來更加的不利。除了性別的不平等外，也有一些疾病，在女性身上有特別的病程發展，在疾病的預防以及醫療上是項挑戰。
即使在女性取得醫療的方面有了進展，女性仍然受到歧視，依照艾里斯·瑪麗恩·楊所述，這種歧視稱為是「內部排斥」，和阻礙女性獲取相關資源的「外部排斥」不同。女性因為權力的不平等已處於弱勢，內部排斥的隱形特性，使得此群體的不滿更不容易被人發現，也進一步加深了不平等。
兩性行為上的差異也會反在健康上。女性吸煙、喝酒及藥物濫用的比例較少，也減少因為相關疾病（例如肺癌、结核病及结核病）死亡的風險。其他女性較少出現的風險因素包括有車禍。兩性在職業上的差異也讓女性比較不容易有工伤，不過這部份有時也會出現變化。美國在2009年，女性因為這類原因的死亡率約佔3.5%，男性則佔6.2%。女性的自殺率也比男性要低。
有關性別是健康的社會決定因素的概念，以及關於健康的社會觀點結合，因此在世界各地推動有關女性的醫療服務。像是澳洲南威爾斯的Leichhardt女性醫療中心，成立於1974年，是澳洲第一個女性的醫療中心，這就是推動女性醫療服務的一個例子。
女性健康是許多女性主義者探討的議題，生殖健康格外的受到關注。許多促進女性健康的議題，是因為國際性的女性運動才得以推動。

## 生理學因素
男女兩性在染色体組成、蛋白質基因产物、基因組銘印、基因表現、生物訊息傳遞以及體內激素環境都有所不同，因著這些不同，將某一性別的生物标记推展到另一性別時都需要格外小心。在女性的一生中，有兩個階段格外的脆弱，年輕女性及青少年的健康風險是性傳染疾病、懷孕以及不安全的墮胎。年長女性相較於男性，在所有的資源會比較少，也比較容易處於弱勢的健康風險，其健康風險是失智症以及受到虐待，年長者的健康情形也會比較差。

## 生殖健康及性健康
女性在生殖及性的方面，會經歷到一些獨特的健康問題。在生育年齡（15至44歲）的女性，有三分之一的健康問題和這個有關，其中不安全的性行為是主要的風險因素，在開發中國家更是如此。生殖健康包括了許多和健康相關的議題，以及和生殖、妊娠、分娩及撫養孩子有關的結構及系統功能的問題，當中也包括了产前护理及圍產期護理。全球女性健康會比開發中國家更加重視生殖健康，另外也重視感染性疾病（像是懷孕中感染的疟疾）以及非傳染性疾病（NCD）。其中許多在資源缺乏地區的少女及女性會面臨的問題是在已開發國家較少知道的，例如残割女性生殖器，以及較少機會獲得適當的診斷以及臨床資源。

### 孕產婦健康

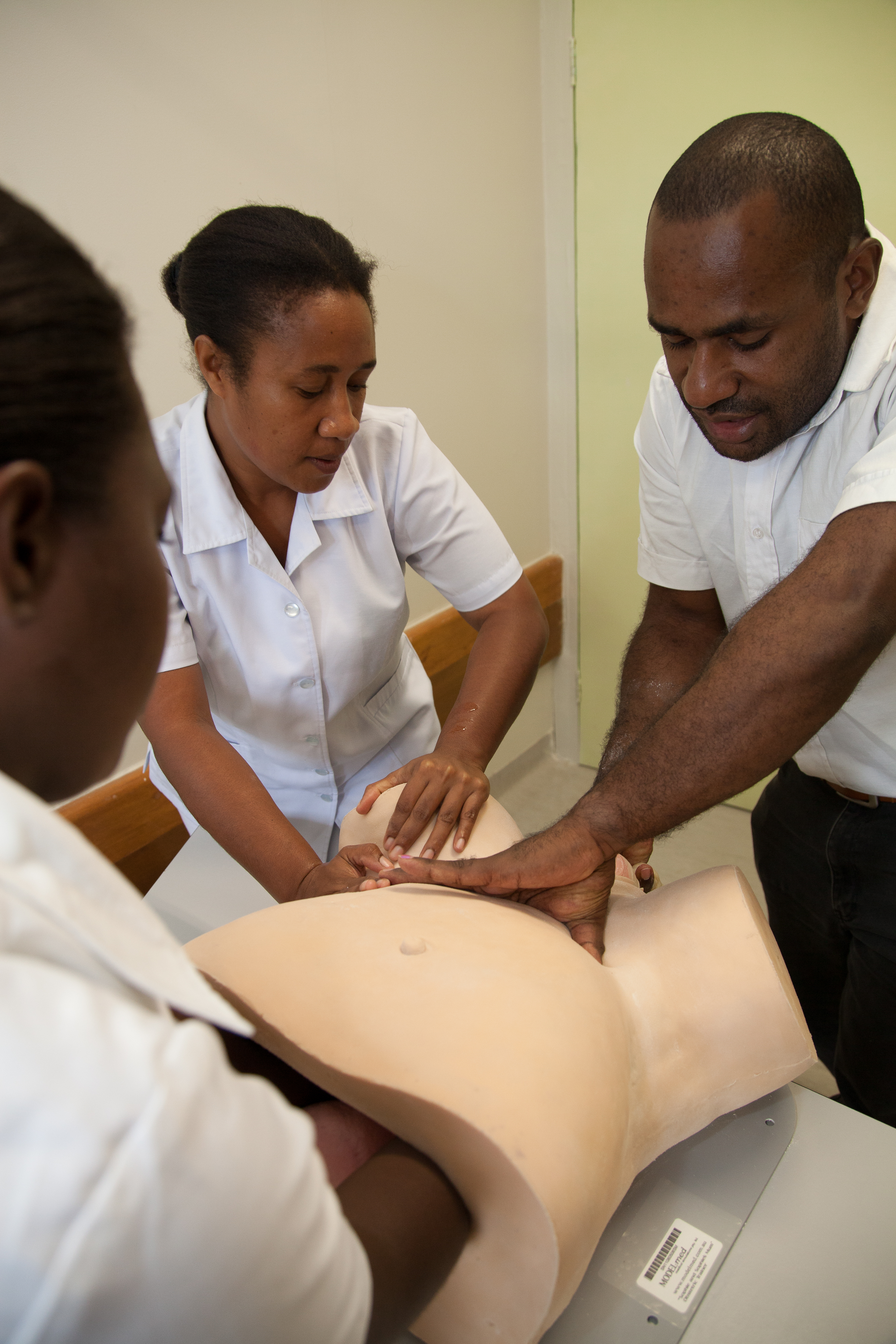
在巴布亚新几内亚的助產師訓練

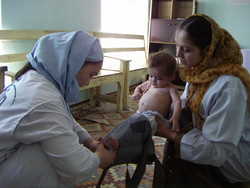
阿富汗的孕產婦健康門診

妊娠會帶來相當的健康風險，即使在已開發國家，產科學的理論及實務已有相當進步，仍然會有相同情形。孕产妇死亡仍然是全球健康的一個主要議題。而且是評斷醫療系統品質的前哨事件。未成年懷孕也是一個特殊性的問題。不論是否是計劃中的懷孕，或雙方是否已結婚，懷孕都會對女孩的生活造成重大的影響，在身體、情緒、社會關係以及經濟上都有影響，而且會對她轉變為成年人的過程造成危害。未成年懷孕比較常會讓女孩的選擇變少，也讓女孩比較容易受到虐待。童婚是全世界主要的未成年懷孕原因，因為在15至19歲生產的女性中，有90%是在已婚的狀況下生產。

#### 孕產婦死亡
在2013年全世界約有289,000名女性（平均每天800名）因為懷孕相關的原因而死亡，在已開發國家及開發中國家的差距很大。西方國家的孕產婦死亡率正在持續下降，這也是年度報告以及評論的主題。不過在1987年至2011年之間，美國孕產婦死亡率從每十萬名孕產婦死亡7.2人，上昇到17.8人，這反映在孕產婦死亡率（MMR）。不過在世界其他地區，可能是每一千名孕產婦就有類似的死亡人數，比例最高的是撒哈拉以南非洲及南亚，佔了死亡比例的。很少針對這些死亡案例進行分析，不過世界衛生組織認為這些死亡個案中（主要是發生在分娩後的24小時內），若有適當的基礎建設、訓練以及設備可以使用，有99%都是可以預防的。在這些缺乏資源的國家，孕產婦健康更容易受到貧窮及惡性經濟因素的影響，這些因素會影響道路、醫療機構、設備及補給，以及有經驗醫療人員的不足。其他的問題包括有關性旳文化態度、節育、童婚、在家分娩以及識別醫療急症的能力。孕產婦死亡的直接原因有產科出血、子癇、難產、敗血症以及未受訓練的人工流产。此外，疟疾及艾滋病也會讓懷孕變困難。在2003年至2009年之間，產科出血是主要孕產婦死亡的死因，在開發中國家佔27%，在已開發國家則佔16%。
非生殖相關的健康因素仍然是孕產婦健康的重要預測指標。美國孕產婦死亡原因的前幾名是心血管疾病（死因中的15%）、內分泌、呼吸及消化道疾病、感染、出血及妊娠高血壓疾病（Gronowski and Schindler, Table II）。
联合国在2000年提出了促進孕產婦健康的千年发展目标 5（MDG 5）。目標5A希望可以降低孕產婦死亡率，2015年時的死亡率要比1990年降低75%，其中使用二個健康指標，5.1是孕產婦死亡率，5.2是經由專業接生人員（醫師、護理師、助產師）的比例。早期的報告指出MDG 5是所有千年发展目标中進展最慢的一個。在2015年的目標年份時，其死亡率要比1990年降低45%，（每十萬名孕產婦中死亡人數）從380降到210，主要都是在2000年之後才降低的。全世界各地的孕產婦健康都有進步，不過死亡率最高的仍然是非洲及亞洲，不過南亞是下降最多的，從530降到190（降低64%)，下降最少的是已開發國家，從26降到16（降低37%）。若以輔助生產的數據，此數據在全球由59%提昇到71%，在已開發國家及開發中國家的比例大致接近，不過在開發中國家之間仍有區域性的差異，像是在南亞只有52%，而在東亞則到達100%。開發中國家孕產婦死亡的風險是已開發國家的14倍，而在孕產婦死亡率最高的非洲撒哈拉沙漠以南的國家，死亡風險是已開發國家的175倍。在設定千年发展目标時，專業接生人員視為是一個關鍵的策略，也是是否可以獲得醫療資源的指標，和孕產婦的死亡率有緊密的關係。在開發中國家的鄉村，專業接生人員的比例也明顯較都市低（56% 以及 87%），在東亞的差距較小，但在中部非洲的差距可以到52%（32% 以及 84%）。在2015年千年发展目标的到期之後，目標時間在2030年的可持续发展目标設定了新的目標。孕產婦健康放在第三項目標「確保健康及促進各年齡層的福祉」內，其目標是將全球的孕產婦死亡率降到70以下。世衛組織安全分娩清單（WHO Safe Childbirth Checklist）是為了符合這些目標而訂定的工具之一
提昇孕產婦健康的方式除了在分娩時的專業人員協助外，也需要定期的產前照護、基本的產科急診醫療，也需要醫院方便取得的抗生素、催產素、抗驚厥藥、人工移除滯留胎盤、可以進行儀器輔助分娩，以及產後照護。研究已證實最有效的方案是重視產婦及社群教育、產前照護、產科急診（包括剖宮產）及運送的方案。就和一般性的女性健康一樣，孕產婦健康的對策也需要有較廣的視野，考慮其他的千年发展目标（例如貧窮及階級），而且大部份的孕產婦死亡都是發生在臨產期時，因此建議以臨產期的醫療（接生）為核心策略。世界衛生組織在2016年11月提出的產前照護指引。

#### 妊娠併發症
除了在懷孕或分娩時的孕產婦死亡外，妊娠也可能會帶來其他非致命的問題，例如產科瘺、異位妊娠、早產、妊娠糖尿病、妊娠劇吐、包括妊娠毒血症在內的高血壓情形，以及贫血。全球妊娠併發症的比例比孕產婦死亡要多很多，估計每年約有950萬妊娠併發症的案例，140萬人有嚴重併發症，幾乎危及生命。妊娠併發症可能是生理的、心理的、情緒的或是社交的。估計每年約有一千萬到二千萬人因為妊娠併發症或是不適當的醫療導致生理或是心理的疾病。因此，國際性的機構已發展了產科醫療的標準。

##### 產科瘺

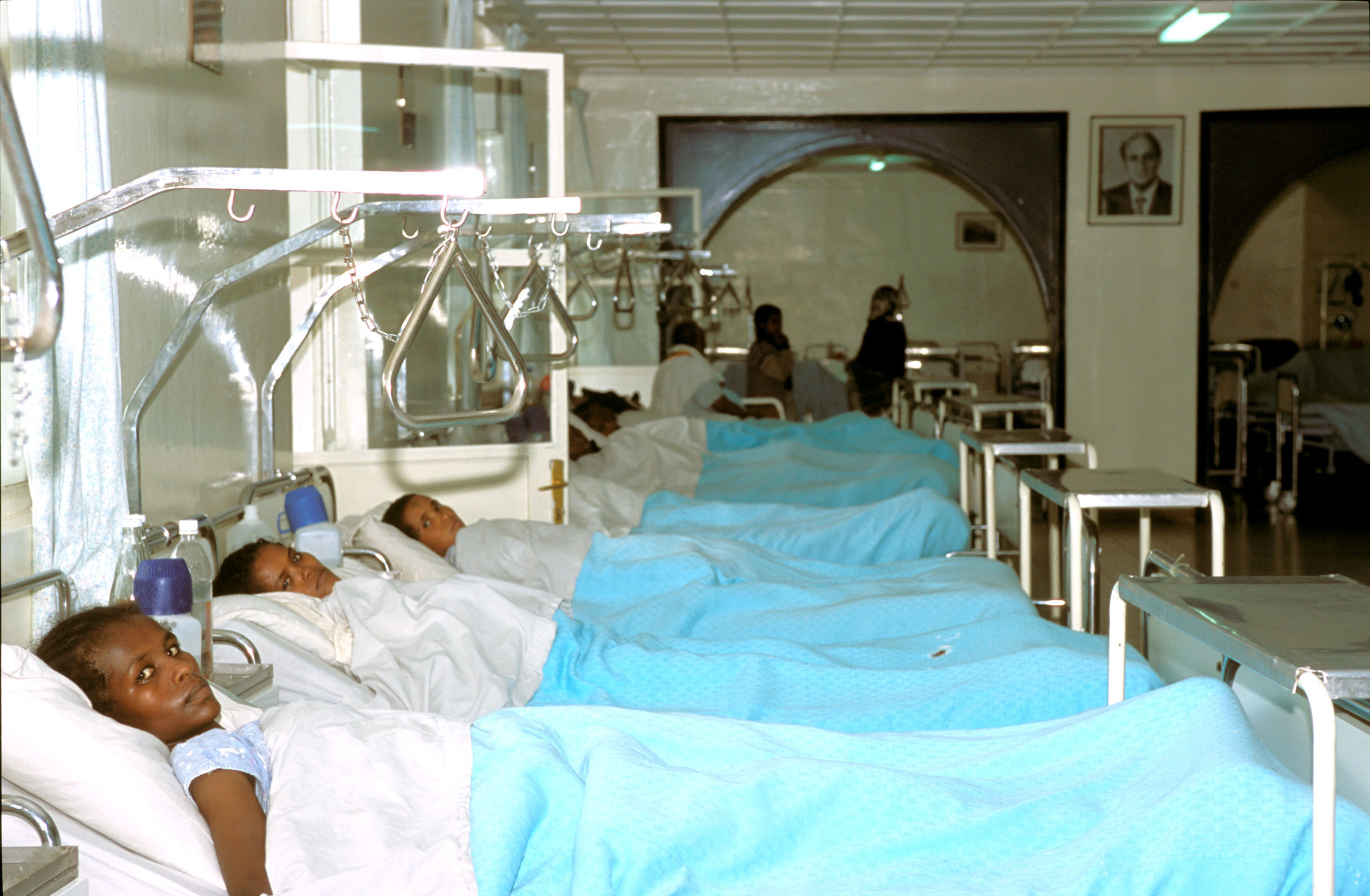
埃塞俄比亚產科瘺醫院中的女性

在幾乎危及生命的嚴重併發症中，產科瘺（包括膀胱阴道瘘及直肠阴道瘘）仍是最嚴重的病症之一。雖然在技術上可以進行矯正性的手術，但有產科瘺的患者多半沒有資源可以接受類似手術，而且產科瘺是完全可以預防的病症。若進行矯正性手術，後續的分娩都要以剖宮產分娩。產科瘺在已開發國家少見，但全世界每年約有十萬名產科瘺的病例，約二百萬人目前仍有產科瘺的症狀，比例最高的是非洲以及亞洲部份地區。產科瘺的原因是時間過長的難產，且沒有醫療介面，阴道中持續受到胎兒的壓迫，讓血液無法流到周圍的組織，最後死產、組織壞死並且排出。受損的骨盆器官就會形成阴道及尿道（或是直腸）之間的通道（瘺），因此糞便、尿液會從陰道排出，伴隨著尿失禁、大便失禁、陰道狹窄、神經損傷及不孕症。婦女因此而迴避人群，也會產生嚴重的社交及心理影響。產科瘺的原因除了沒有接受適當醫療外，也包括產婦太年輕及營養不良。联合国人口基金已將預防產科瘺列為優先項目之一，是帶領「終結產科瘺運動」的機構，每年會提出報告，聯合國也將每年的5月23日列為「國際終結產科瘺日」（International Day to End Obstetric Fistula）。預防方式包括不鼓勵青少年懷孕及童婚、適當的營養、讓產婦有機會獲得專業醫療照顧（包括剖宮產在內）。

### 性健康

#### 避孕

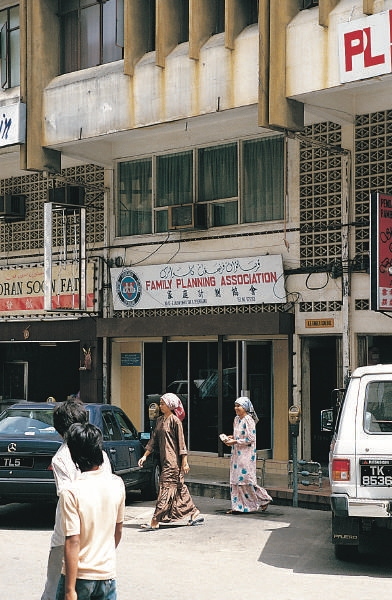
位在馬來西亞瓜拉登嘉楼的計劃生育組織

可以決定要不要懷孕以及何時懷孕，是女性自主及福祉的基礎。避孕可以保護少女及年輕的女性，避免過早懷孕，也可以保護成年的女性，免於非預期懷孕。可取得的避孕用具可以減少多次的懷孕、減少需要人工流產的機會，也減少孕產婦及胎兒的死亡率及患病率。有些屏障式避孕用具（例如保險套）也可以減少罹患性病及愛滋病的風險。可取得的避孕設備也可以讓女性對於自身的生殖健康及性健康有選擇的機會，提昇對自身的賦權、增加在教育、職場及參與公眾生活的機會。若以社會的層次來看，可取得的避孕設備是控制人口成長的關鍵，而人口成長對經濟、環境及區域發展都有相當的衝擊。因此，聯合國將可取得的避孕設備視為是人权之一，是性別平等及女性賦權的核心，可以拯救生命並且減少貧窮，生育控制（避孕）也視為是二十世紀公共衛生十大成就中的一項。
若要讓女性在懷孕上有最好的選擇，需要有文化適合的避孕設備或方式廣為散佈，任何經常進行性行為的人（包括青少年）都容易取得，而且在財力上可以負荷。在世界上的許多地方，要取得避孕或計劃生育用具相當的困難，甚至根本就不可能，就算是在已開發國家，也可能因為文化或是宗教因素而形成避孕設備取得的障礙。比較2014年和1990年，女性取得適當避孕用具的比例只有小幅的增加，各區域有相當的差異。全世界避孕普及率（「所有生育年齡（除非有其他說明，一般是指15至49歲），且已婚或是有同居對象的女性中，使用任何避孕方式的比例。『同居』的群體是指女性和其伴侶住在一起，但沒有依照婚姻法或是當地習俗結婚。」）比例約為55%，但在非洲只有25%。全世界有2.22億女性無法取得避孕用具，或是在取得避孕用具上有限制。
MDG5中有三項和避孕相關的目標，是青少年生育率、避孕普及率以及未滿足的家庭計劃需求數量（普及率加上未滿足的比率即為總需求率），由聯合國聯合國經濟和社會事務部的人口部門來關注這些目標。避孕器材的使用是目標5B的一部份（可以普遍取得生殖健康的相關設備或服務），為指標5.3。2015年MDG5的評估指出，伴侶之間有使用避孕器材的比例從55%上昇到64%，最大幅的成長是在撒哈拉以南非洲（由13%上昇到28%）。結果，未滿足的家庭計劃需求在全球的範圍內略為下降（由15%下降到12%）。2015年時這些目標變成SDG5（性別平等及賦權）的內容之一，列在目標5.6（確保普及享有性別健康、生殖健康及生殖權利），指標5.6.1是年齡15至49歲的女性，自己決定和他人的性關係、是否要用避孕設備、以及生殖相關的醫療等（p. 31）。
不論在已開發國家或是開發中國家，許多婦女仍然有許多在避孕上要面臨的障礙，可能是法令、管理、文化、宗教或是經濟上的，而且，在獲取醫療服務上也有類似障礙，獲取醫療服務的品質也可能受到限制。大部份的關注都放在預防未成年懷孕。海外發展研究院（ODI）已從需求面及供給面找到一些關鍵性的阻礙因素，包括內化的社會—文化價值觀、來自家庭成員的壓力、認知上的阻礙（缺乏相關知識），這些都需要處理。就算是在已開發國家，有許多女性（特別是弱势群体的女性）在取得避孕用具上也有相當的困難，可能是經濟上或是地理上的，也有可能是宗教或是政治上的歧視。女性也展開運動，打擊有潛在危險性的避孕方式，例如設計不良的宮內節育器（IUD），特別是達康盾。

#### 人工流產

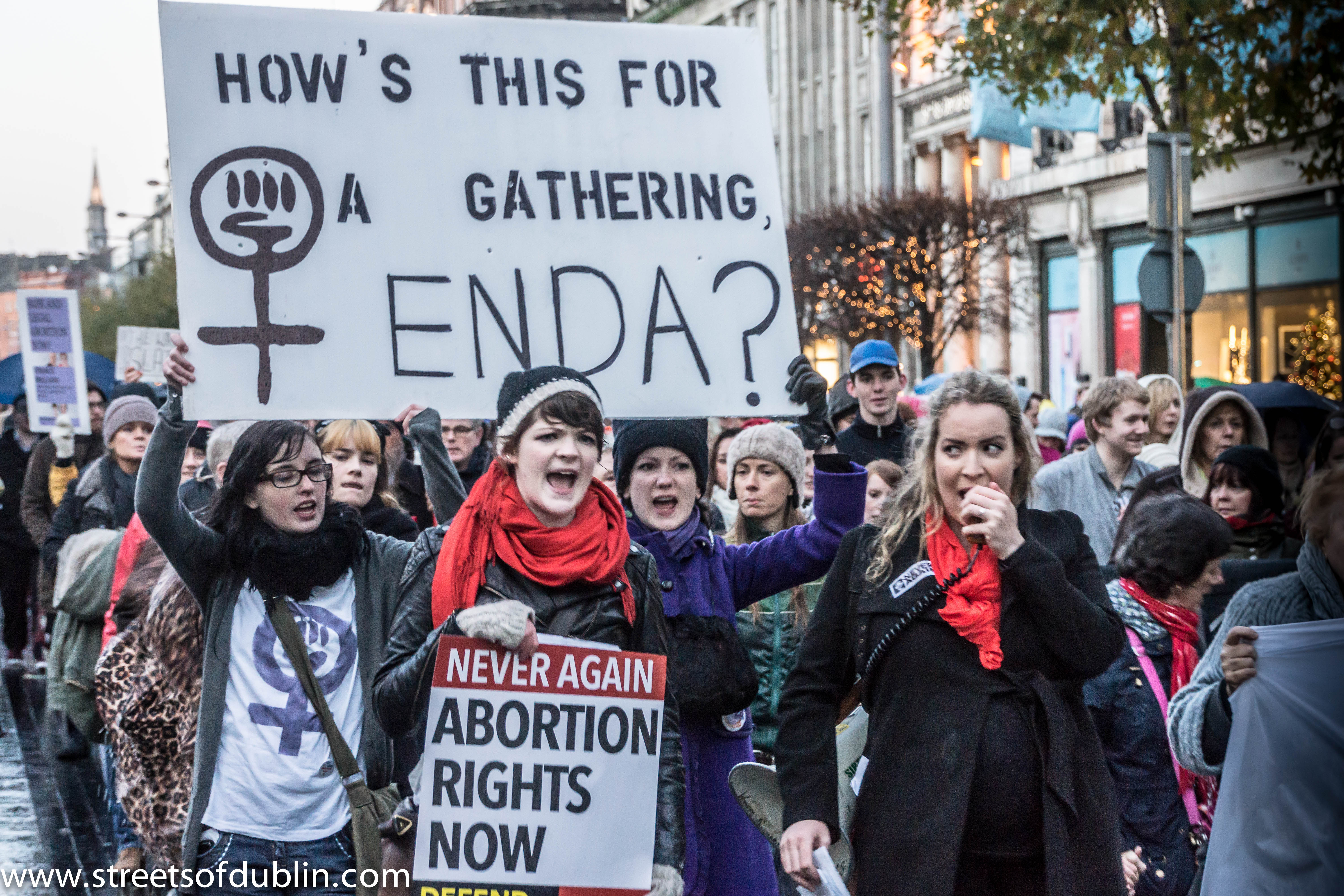
2012年在都柏林舉行的活動，女性為墮胎權益而遊行

人工流產（墮胎）是指刻意中止妊娠的行為，和自發性的流产不同。人工流產和避孕代表女性可以掌控及管理是否要生育，兩者也有類似的文化、宗教、法律及經濟上的限制。當一些地區的女性無法取得避孕的設備，而又懷孕時，就有可能轉而進行人工流產。因此，人工流產率可以用來估計未被滿足的女性避孕需求。不過在歷史上來看，女性可以進行的人工流產方式仍然有比較高的風險，而且在一些開發中國家，或是人工流產受到法律限制的地區，女性可能會尋求其他替代的墮胎方式。對於社會經濟地位較低的族群，或是在法律上有限制人工流產的地區，很不容易找到合法的人工流產方式。這些議題常常常是政治或是女性運動的主題，而以婦女健康角度，贊成墮胎的觀點，以及以道德角度，反對用墮胎終止胎兒生命的觀點，當中出現許多的衝突。
2005年全球有8700萬個計劃外的懷孕，其中有4600萬最後進行了人工流產，其中有1800萬屬於不安全的人工流產，造成68000女性死亡。死亡的女性主要是在開發中國家。聯合國認為若是可以接受安全的人工流產及適當的流產後護理，這些死亡其實是可以避免的。在已開發國家人工流產率已經下降，但在開發中國家則不然。在2010年至2014年，每一千名15至44歲的女性，其中就有35人進行人工流產，每年總計5600萬人。聯合國已提出建議，讓醫療人員提供更容易接觸到，並且安全的人工流產方式，以及流產後的護理。而流產後的護理中，也包括提供及教育適合的避孕方式。

#### 性傳染病
性傳染病（STI）也是女性女性性健康上的重要議題之一。性傳染病是全球健康的優先事項，因為會對女性及嬰兒造成嚴重的影響。性傳染病的母嬰垂直傳播會造成死產、周產期死亡、低出生体重儿及早產、敗血症、肺炎、新生儿结膜炎及先天性障碍。懷孕時的梅毒已造成每年超過三萬名嬰兒及新生兒死亡，也增加21萬名嬰兒因為早產、體重過輕或是先天性障碍而死亡的風險。
像披衣菌感染及淋病等疾病是造成骨盆腔發炎（PID）的重要原因，也可能會導致女性的不孕。像生殖器疱疹及梅毒等疾病也會讓受到人類免疫缺陷病毒感染的風險增加三倍，也會影響其傳播過程。。性傳染病常常和不安全性行為有關，也常常是女性未同意下進行的性行為。

#### 残割女性生殖器

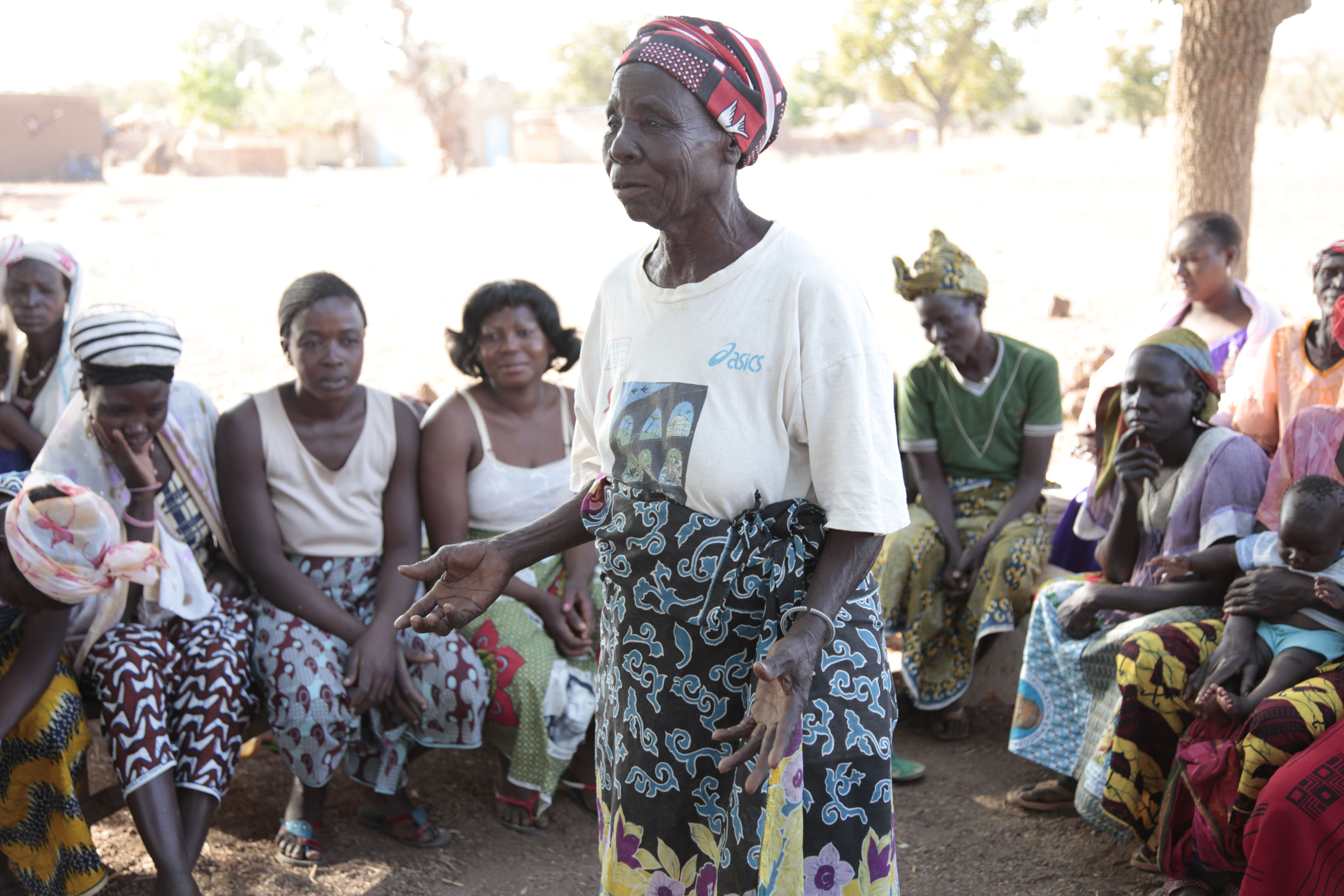
傳統的非洲助產士在社區聚會中說明残割女性生殖器在分娩時的風險

残割女性生殖器（Female genital mutilation，簡稱FGM），也稱為切割女性生殖器（female genital cutting，簡稱FGC）。
世界衛生組織定義是「因為非醫學的理由，切除部份或是全部女陰，或是其他傷害女性外部生殖器官的行為。」有時會將残割女性生殖器稱為「女性割禮」，但此說法會讓人誤以為残割女性生殖器和男性的包皮環切術類似。因此後來用「残割」來強調此行為影響程度之大，而且是違反人權的行為。之後也有人改用「切割」一詞，避免因為文化上的冒犯而讓後面希望改變習俗的對話無法進行。為了反映這種觀點，有些機構會用混合式的「残割/切割女性生殖器」（FGM/C）。
残割女性生殖器影響了現今超過二億的女性及少女。此習俗主要集中在非洲、中東及亞洲的三十個國家。残割女性生殖器和宗教信仰、民族及社會經濟地位有關，且有高度的爭議性。主要提倡残割女性生殖器的理由是衛生、受孕、保持贞操、女性重要的通過儀禮、表示可以結婚，並且可以增加男性在性交時的愉悅。残割女性生殖器移除部份的多少視習俗而定，WHO及其他衛生組織將其分為四類。其中第一類包括了陰蒂的部份切除或全部切除（可能包括陰蒂包皮），也就是阴蒂切除术，第二類包括切除小陰唇，也可能包括切除大陰唇，第三類是將殘餘的陰唇組織縫在尿道口，使陰道的開口減小（鎖陰手術 )，但會在女陰留下小孔，方便排尿以及讓月經流出。第四種則是其他型式，影響較小的手術，例如陰部穿洞。
實行残割女性生殖器的族群認為這是傳統儀式，但許多醫學及文化的組織反對此儀式，因為儀式不但不是必須的，而且有害。短期的健康影響包括有性交疼痛、經痛、陰道炎及泌尿道感染。而且這類的儀式會造成懷孕及分娩時的併發症。残割女性生殖器的還原需要專業的醫療人員打開已縫合結痂的組織。。反對残割女性生殖器的團體包括地區性的草根團體，以及全國性或國際性的組織（包括世界衛生組織、UNICEF、UNFPA及國際特赦組織。有關禁止残割女性生殖器的立法少有成功的例子，比較有效的作法是透過教育、賦權、說明此作法的健康負面影響，以及人权相關的議題。
反對残割女性生殖器已有些進展，不過在14歲以下的少女，有4400萬人已進行過残割女性生殖器。在一些地區，11歲以下的少女有超過半數已進行過残割女性生殖器。終止残割女性生殖器是千年發展目標中的必要目標之一，而聯合國也將終止残割女性生殖器列為可持续发展目标之一，並將二月6日定為國際残割女性生殖器零容忍日（International Day of Zero Tolerance for Female Genital Mutilation），關注17個非洲國家，以及其中五百萬名15歲至19歲的女孩，若沒有其他的措施，2030年時，這些女孩可能已進行了残割女性生殖器。

### 不孕
美國每年有1500萬名夫妻不孕。許多夫妻因為不孕，尋求輔助生殖技術（ART）的協助。美國在2010年，有進行147,260個體外人工受精（IVF）手術，有47,090個最後有順利生產。2013年時體外人工受精的案例增加到160,521，順利生產的有53,252名。不過體外人工受精的懷孕，有半數是生下多胞胎，母親及嬰兒疾病或是死亡的風險都會提高。風險提早可能原因有產婦血壓過高、早產及低出生体重儿。而且，越來越多的婦女是在等待較長時後間後，才尋求輔助生殖技術。

### 童婚

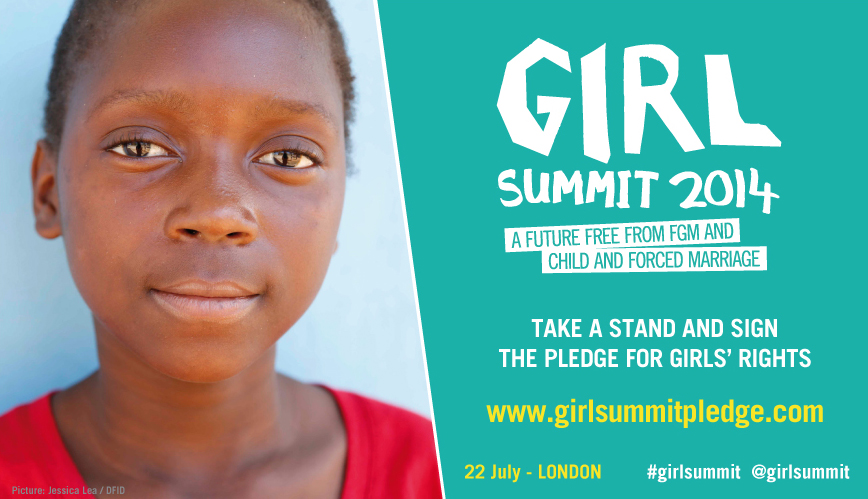
在倫敦舉辦2014年女性權利活動的海報，其中就以女性生殖器殘割及童婚為主題

現今對童婚（包括民事結合或是同居） 的定義是結婚時任一方的年齡在18歲以下。2010年估計有6.7億名20-29歲的女性在18歲以前就已經結緍，2012年的人數會增加到7億人。在開發中國家中，約有三分之一的女性是在18歲以前就結婚，而15歲以前就結婚的佔九分之一。童婚的習俗常見於南美（佔48%）、非洲（42%）及拉丁美洲及加勒比地区（29%）。童婚盛行率最高的地區是在西非以及撒哈拉漠以南的非洲地區。女孩早婚（18歲以前結婚）比率最高的是尼日尔，約佔75%(Nour, Table I)。大部份的童婚是因為女性未成年。例如在马里，女性童婚和男性童婚的比例為72:1，而在美國是8:1。也有女孩在七歲時就送到男方家中的情形。
有許多文化的因素會促成童婚的情形，例如兒童未來的經濟可能性、嫁妆、社交連結及社會地位、預防婚前性行為、避免非預期懷孕及性病。反對童婚的原因是因為會中斷學業、減少工作謀生的機會、也會影響經濟地位、也會因為結婚而失去正常的童年生活以及情感的成熟，因此造成社交孤立。女性童婚讓女性放在權力不平衡的關係中，因此長久以來也是造成性別不平等的原因之一。而對於未成年人，也有人權、未經同意的性行為以及强迫婚姻的情形，2016年世界衛生組織及跨國議會聯盟的聯合報告將這些概念合在一起，形成「童婚、早婚及强迫婚姻」（Child, Early and Forced Marriage、CEFM），2014年的少女高峰會也著重此一主題。此外，女性在年輕時懷孕會提高孕產婦及胎兒的健康風險，增加多胞胎的機率，也比較不容易接受醫療照護，懷孕是15歲至19歲的女性最主要的死因之一。未成年結婚的女性也比較容易成為家庭暴力的受害者。
針對減少童婚，目前已有許多國家及國際組織的努力，像是許多國家的合法結婚年齡訂為18歲，希望終止童婚的國際組織有聯合國以及其相關組織，例如联合国人权事务高级专员办事处、UNFPA、UNICEF及世界衛生組織。童婚和其他影響女性健康的因素類似，貧窮以及性別不平等是主要的根本原因，因此要改變各文化對童婚的看法，也需從這些方面著手。許多國際性的公約及協議有提到童婚，例如消除對婦女一切形式歧視公約（CEDAW, 1979, 第16條）、世界人权宣言，在2014年由英國和UNICEF在倫敦舉行的2014年女性權益高峰會也有提出此一議題。同年的联合国大會也通過決議，敦促各國訌定防止童婚、早婚以及強迫結婚的法案。
許多非政府组织（NGO）也在為終止童婚在努力，例如Girls not Brides{sfn|Girls not Brides|2016}}、基督教女青年會（YWCA）、國際婦女研究中心（ICRW）及人权观察（HRW）。終止童婚沒有明確的列在千年發展目標中，在2015年月訂定可持續發展目標時，許多人希望加入此一目標，最後有列在可持續發展目標的目標5中。在減少及終止童婚（特別是15歲以下的童婚）上雖有一些進展，但前景其實不甚理想。此方案的指標是20–24歲的女性，在18歲以前結婚（或民事結合）的比例。終止童婚的作法包括立法、確保執法、以及針對女孩及女性的賦權。為了提昇大眾的關注，在2012年首度舉辦了每年一次的国际女童日，其中目的之一就是要終止童婚。

### 其他議題
其他和生殖健康及性健康有關的議題有性教育、青春期、性及性功能。女性也會有和乳房及女性生殖系統有關的健康問題，這些屬於婦科學的範圍。

## 非生殖相關議題
女性和男性因為生理上的差異，有些疾病在罹患時會有不同的症狀及反應，特別是心血管疾病、癌症、憂鬱症及失智症，女性也比較容易有泌尿道感染。

### 心血管疾病
心血管疾病是美國女性主要的死因（佔30%），也是女性主要的慢性疾病，約有40%受到影響(Gronowski and Schindler, Tables I and IV)。女性出現心血管疾病的年齡比男性要晚，例如80歲以下的女性，中風的發生率較同年齡男性要低，但80歲以上的女性，中風的發生率就較男性要高。在一生中，女性中風的風險較男性要高。患有糖尿病或是有吸煙的女性，罹患心血管疾病的風險也比相同情形的男性要高。女性在心血管疾病的風險因素、盛行率、病理學、症狀、治療後的反應以及治療結果都和男性有些差異。

### 癌症
美國女性和美國男性因為癌症死亡的比例相當，都佔死亡人數的四分之一，在死因中排名第二名。不過女性和男性會罹患的癌症種類有所不同。2012年美國女性最容易罹患癌症的前三名是肺癌、乳癌及大腸癌。其他比較重要的女性癌症有卵巢癌及子宫癌，包括子宫内膜癌及子宮頸癌(Gronowski and Schindler, Table III)。2016年的統計資料情形類似。二十世紀時癌症的死亡率快速上昇，女性因為吸煙比率和男性不同，女性的癌症死亡率上昇的較慢也比較緩和。近年來因為吸煙人口下降，癌症死亡率也開始上降。2012年的女性癌症死亡率較1991年下降了19%（下降比例較男性要少）。在二十世紀初，女性主要的癌症死因是子宫内膜癌及子宮頸癌。自1930年代起，因為子宮癌症的死亡率已有下降，原因是因為巴氏涂片检查（Pap）盛行帶來的子宮頸癌死亡率下降。因此使得從1940年代至1970年代之間的癌症死亡率下降，而肺癌的發生率開始上昇。1950年代子宮癌症的減少，因此也讓乳癌成為癌症死因的第一名，在1980年代才被肺癌所超過。
美國肺癌、乳癌及子宮癌症的癌症死亡率都在下降(Siegel et al. Figure 8)，不過因為肺癌死亡的女性人數，超過乳癌、卵巢癌及子宮癌症死亡人數的總和。在患有肺癌中的人當中，有20%沒有吸煙習慣，而未吸煙女性的癌症風險是男性的三倍。
若只考慮患病率，女性在一生中確診癌症的機率比男性要低（女性為38%，男性為45%），但女性比較容易在較年輕时就確診癌症。

#### 乳癌
乳癌是全世界第二常見的癌症，是女性最常見的癌症。乳癌是女性前十大最常見的慢性病之一，也是降低生活质量的主要因素之一(Gronowski and Schindler, Table IV)。乳癌佔全球癌症比例的25%，根據2016年的數據，乳癌是全世界女性最常確診到的癌症（包括已開發國家及未開發國家），約佔總數的30%，全世界的病例有1500萬，造成超過500萬人死亡，是全世界癌症死亡原因的第五名，在已開發國家則是第二名。乳癌盛行率的地區性變化恰好和子宮頸癌相反，北美盛行率最高，東非及中非最低，而死亡率相對差異不大，從已開發國家的25%到開發中國家的37%。

#### 子宮頸癌
子宮頸癌是全球最四常見的癌症，特別容易出現在社会经济地位較低的族群中。這族群的女性比較不容易接受到醫療照護、童婚及強迫婚姻的比例較高、孕產次數較多，可能有多配偶制，比較容易因為性伴侶而罹患性傳染疾病。這些因素加總的結果造成此族群的高風險。子宮頸癌在開發中國家佔女性癌症比例的12%，是女性死因的第二名。2012年造成25萬人死亡。子宮頸癌發生率最高的地區是在东非，而子宮頸癌是中部非洲女性最常見的癌症。開發中國家的病死率為52%，較已開發國家（43%）要高，世界各地的死亡率差異可以差到18倍之多。
子宮頸癌和人類乳突病毒（HPV）有關，HPV也和外阴肿瘤、阴道癌、肛門癌及口咽癌有關。全世界有三億名女性感染HPV，是常見的性傳染病之一，在1300萬新的癌症病例中，有5%是因為HPV所造成。在已開發國家，利用Pap檢查進行的子宮頸癌疾病篩檢可以診斷子宮頸的癌前變化，至少針對有接受醫療照顧的女性有幫助。在全球45個國家也已有人类乳头瘤病毒疫苗的計劃。在開發中國家，雖然已有價格便宜，不需高科技的篩檢及預防計劃，不過這些計劃仍不容易推動，也不容易接受相關治療。若全球施打人类乳头瘤病毒疫苗，70%的覆蓋率就可以拯救四百萬人免於子宮頸癌，因為大部份會出現在開發中國家。

#### 卵巢癌
卵巢癌是女性生殖系統癌症死亡原因的第一名，是美國女性常見癌症死因的第五名。卵巢癌主要發生在工業化國家的女性身上。由於卵巢癌沒有有效的篩檢方式，初期大部份沒有症狀，因此有50%的女性在卵巢癌確診時，已經是第三期或是更嚴重的癌症（擴散到卵巢以外的地區），預後情形多半不佳。

### 心理健康
大約有25%的女性曾出現和心理健康相關的議題。女性有焦慮、憂鬱症、或是身心医学症狀的風險比男性要高。全世界上，憂鬱症是疾病負擔第一名的疾病。在美國，女性憂鬱症患者的人數是男性患者的兩倍。美國女性因為憂鬱症而有的經濟成本約每年200億美元。女性憂鬱症的風險和體內激素的變化有關，包括青春期、月經、懷孕、分娩以及停經等。女性代謝憂鬱症藥物的路徑也和男性不同。女性的自殺率比男性低（女性<1%，男性2.4%），但是是60歲以下女性的主要死因之一。英國成立了婦女心理健康工作小組（Women's Mental Health Taskforce），目的是要面對女性和男性在心理健康相關經驗以及需求上的差異。

### 失智症
美國阿茲海默症的盛行率約每年510萬人，其中有三分之二是女性。而且女性更可能是家中憂鬱症患者的主要照顧者，因此一方面承受著這類疾病的風險，也承受著相關的疾病負擔。女性一生中患有阿茲海默症的風險是男性的二倍，此差異有可能是因為女性的預期壽命較男性長，不過女性一生中的激素的變化，以及在基因表現上的差異也可能有相同程度的影響。女性因為失智症死亡的比例比男性要高（女性4.5%，男性2.0%）。

### 骨骼健康
骨質疏鬆症在美國女性的慢性疾病中排名第六名，其整體患病率為18%，五十歲以上的女性股骨、颈椎或腰椎骨質疏鬆症的比例（16%）比男性高很多（4%）(Gronowski and Schindler, Table IV).。骨質疏鬆症是骨折的風險因素之一，年長者在患有髖部骨折後，一年內死亡的比例有20% 。性別差異的主要原因是因為女性在更年期時雌激素分泌減少所造成。激素替代療法（HRT）可將風險減少25–30%，這也是1980年代及1990年代使用激素替代療法的主要原因之一，但是女性健康倡議（WHI）研究指出，激素替代療法有其他的風險，且風險比所帶來的益處要大，因此後來激素替代療法的使用就隨之減少。

### 贫血
贫血是女性主要的健康問題之一，女性比男性容易貧血，約有30%的女性有貧血問題，懷孕女性則有42%有貧血。贫血會造成懷孕過程及分娩的一些問題，以及認知功能上的問題（無法集中注意力及專心）。贫血的主要原因是缺铁。美國懷孕女性中缺鐵性貧血（IDA）的比例有37%，全世界懷孕女性缺鐵性貧血的比例則為80%。缺鐵性貧血在青春期時就開始，原因是因為過多月經血液流失、以及身體在成長時的鐵質需求，再加上飲食上沒有補充足夠的鐵質。對於成年女性而言，懷孕會需要更多的鐵質。

### 暴力
女性所經歷的制度暴力及個人暴力，和男性所遇到的情形不同。聯合國曾定義對女性的暴力行為如下
「系指對婦女造成或可能造成身心方面或性方面的傷害或痛苦的任何基於性別的暴力行為，包括威脅發生性行為、強迫或任意剝奪自由，且不論其發生在公共生活還是私人生活中。」（聯合國，消除對婦女的暴力行為宣言，1993年）
對女性的暴力可能會以不同的型式出現，例如肢體暴力、性暴力、情緒及精神虐待，甚至可能是生命歷程中的一部份。制度暴力可能是立法或是政治產生的，或是由反對女性的團體所產生，有系統性的厌女症。個人暴力的加害者可能是政治官員、陌生人、熟人、親屬或是親密伴侶，並且可能透過各種性別歧視的方式呈現出來，例如性骚扰、性侵犯及强奸，身體上的傷害，甚至謀殺（殺害女性）。其中也可能包括了一些文化上的習俗，例如殘割女性生殖器。
對於女性的非致命暴力對女性的身體健康、心理健康及生殖健康有嚴重的影響，不能只視為單一的事件，需視為是系統行為模式的一部份，一方面違反女性的權利，也限制女性在社會中的角色，需要有系統化的方式來處理。
世界衛生組織（WHO）估計全世界35%的女性曾接受到肢體暴力或是性暴力，最常見的情境是親密暴力。30%已婚的女性反應她們有遇到親密暴力的情形，而對於女性的謀殺中，有38%是親密伴侶所造成。在有些地區，此比例甚至高達70%。其風險因子包括學科成績低下、父母的暴力經歷、兒童暴力、性別不平等，或是認為暴力行為合理的文化環境。
世界衛生組織在1996年的大會中，將暴力行為視為是全球衛生的重要事件，借鑑了聯合國1993年的消除对妇女的暴力行为宣言 ，以及國際人口與發展會議（開羅，1994年）及第四次世界婦女大會（北京，1995年）的建議。之後在2002年有世界暴力及健康報告（2002 World Report on Violence and Health），其中關注的是親密伴侶及性暴力。同時，聯合國在2000年9月联合国大会通過了千年宣言，結合了上述的行動，其中包括「要對抗所有針對女性的暴力，並且執行《消除對婦女一切形式歧視公約》。」。千年发展目标中的其中一項（MDG 3）是要推動性別平等以及對女性的賦權，要消除各種對女性的暴力，並且實施《消除對婦女一切形式歧視公約》。此目標也認可消除包括在歧視在內的暴力是其他促進女性健康目標的前提條件。不過後來有相關的批評，因為MDG 3沒有將暴力明確的列為目標之一，是「消失的目標」。。在評估MDG 3時，暴力仍然是達到上述目標的主要障礙之一。在後續的可持續發展目標中，明確的將歧視、童婚以及殘割女性生殖器列為議題之一。其中一個目標是在2030年時「消除公開及私人場合中對婦女的各種形式的暴力」。
联合国妇女署認為對於女性的暴力「是根源自以性別為基礎的歧視，以及使這些暴力行為長久存在的社會常模以及性別刻板印象。」，建議通過解決根源性以及結構性原因，從支持受害者改為預防類似的事件。他們建議在兒童早期就開始進行針對兩性，強調尊重及平等的計劃，這常常是公共政策中忽視的領域。這個策略包括了廣泛的教育以及文化上的改變，也和聯合國婦女地位委員會第57屆會議決議的實施有關 (2013).。為此，2014年聯合國國際女孩日致力要結束暴力循環，2016年時，世界衛生組織也提出了目標是終止全世界對女性暴力的行動計劃。

## 醫學研究中的女性

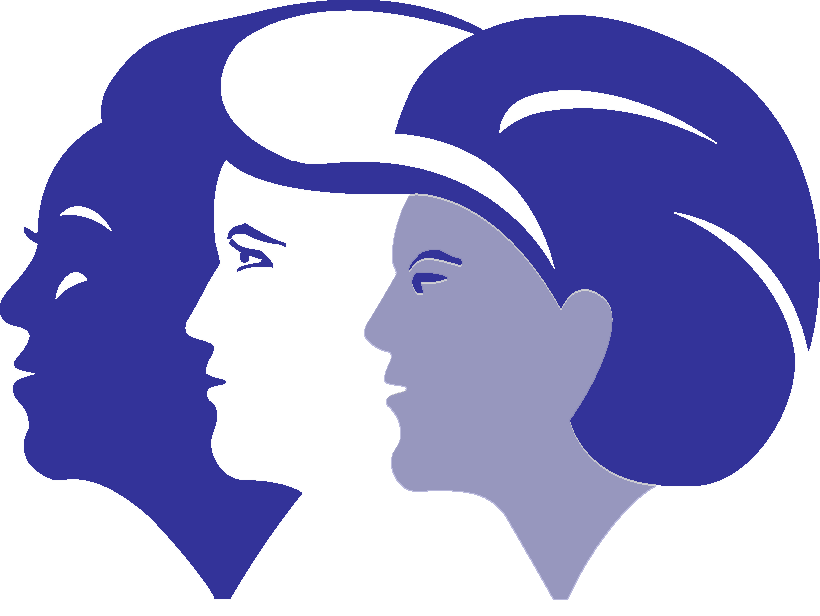
女性醫學倡議的圖示

在1946年纽伦堡审判後，開始出現研究倫理的變化，產生保護主義的氛圍，希望以立法或是管理方式保護較脆弱的群體。這造成女性數據在臨床試驗上的代表性不足。此一情形在1977年更加的嚴重，由於沙利度胺及己烯雌酚（DES）造成慘劇的反應，美國美国食品药品监督管理局（FDA）禁止生育年齡婦女參與前期的臨床試驗，在實務上這禁令擴展成禁止所有婦女參與臨床試驗。女性，至少是在生育年齡的女性，因為其月經週期造成的激素不穩定，認為不適合作為研究的對象。不過，研究也發現在許多醫學重要領域中（包括心臟病以及一些癌症），兩性在易感率，症狀和對治療的反應上，都有明顯的生理學差異。在臨床試驗中排除女性，會帶來循证医学應用在女性上的困難，也影響了對男性及女性的醫療照顧。
美國在1980年代對婦女權利越來越重視，因此開始注意到許多給女性服用的藥物其實沒有在可能生育的女性身上進行過測試，而且對於女性的基礎研究其實比較少。為了因應此情形，美國國家衛生院（NIH）在1990年創建了女性健康研究辦公室（ORWH），要解決這種不平等的情形。1993年時的美國國立衛生研究院振興法（National Institutes of Health Revitalisation Act）要求聯邦贊助的計劃中，在第三期臨床試驗中必須包括女性在內，正式了改變了官方的政策。因此參與臨床試驗的女性人數開始增加。下一個階段時是特別針對女性健康的大規模流行病學研究，例如女性健康倡議（1991年)，也是美國進行最大規模的疾病預防研究。其任務是研究年長女性死亡、疾病以及虛弱的主要原因。雖然有這些明確的進展，醫學研究中女性數據的代表性仍然不足，2006年有進行統計，2004年發表的臨床試驗中，女性只佔不到25%。同一作者五年後的後續研究發現進步情形不多。另一項研究指出，儘管女性心臟疾病的發生率高，但在心臟疾病的臨床試驗中，女性佔的比例只從10%至47%不等。肺癌是女性主要的癌症死因，在大型試驗中女性的參與人數雖然有增加，但參與人數仍然遠少於男性。
在評估過程中有一項挑戰，就是許多臨床研究沒有記錄測試者的性別，或是缺乏可以辨別性別差異的统计功效。這個在2014年仍然是問題，而且進一步的發現大部份的動物試驗也都排除了雌性，或是沒有考慮性別上的差異。以憂鬱症為例，女性發生憂鬱症的比率較男性要高，但不到一半的動物試驗會使用雌性。因此，許多的贊助機能以及科學期刊開始要求研究者說明在研究中和性別有關的問題。
另一個相關的問題是是否要將孕婦納入臨床研究的對象中。因為有些疾病有可能在懷孕時出現，需要相關的資訊來瞭解在懷孕中進行治療的反應，不過這也和胚胎的議題有關，因此複雜性更高。而臨床研究上的性別偏差，已因為大規模的女性流行病學研究而有一些改善，像是護理師醫學研究 (1976年）、女性醫學倡議及非裔女性醫學研究。

## 各國計劃以及國際計劃

聯合國可持续发展目标的標誌

為了解決在研究中的性別不平等議題，許多國家將女性健康列為國家計劃的主題。例如美国卫生及公共服务部在1991年建立了女性健康辦公室（OWH），目的是透過各部間以及其他單位之間的協調，來促進美國女性的健康。二十一世紀時，此辦公室主要關注沒有受到足夠醫療服務的女性。美国疾病控制与预防中心（CDC）在1994年也建立了單位內的女性健康辦公室（OWH），在2010年患者保护与平价医疗法案（ACA）中正式為此機構授權。
在國際組織中，有許多联合国的機構也有相關計劃，例如世界卫生组织（WHO）、联合国人口基金（UNFPA）、联合国儿童基金会有許多有關女性健康、孕產婦健康、性健康或生殖健康的計劃。此外，聯合國整體計劃中也有許多直接或間接和女性健康有關的整體目標，其中包括了2000年的千年发展目标（MDG），以及在2015年9月接續的可持续发展目标（SDG）。在千年发展目标中的八個目標（消滅極端貧窮和飢餓、實現普及初等教育、促進性別平等並賦予婦女權力、降低兒童死亡率、改善產婦保健、與愛滋病毒/愛滋病、瘧疾以及其他疾病對抗、確保環境的永續性、全球合作促進發展）都和女性的健康有關。，可持续发展目标的各目標也有類似的效果，而且可持续发展目标的第五項（SDG5）是特別和女性有關：實現性別平等，並賦予婦女權力。

## 目標及挑戰

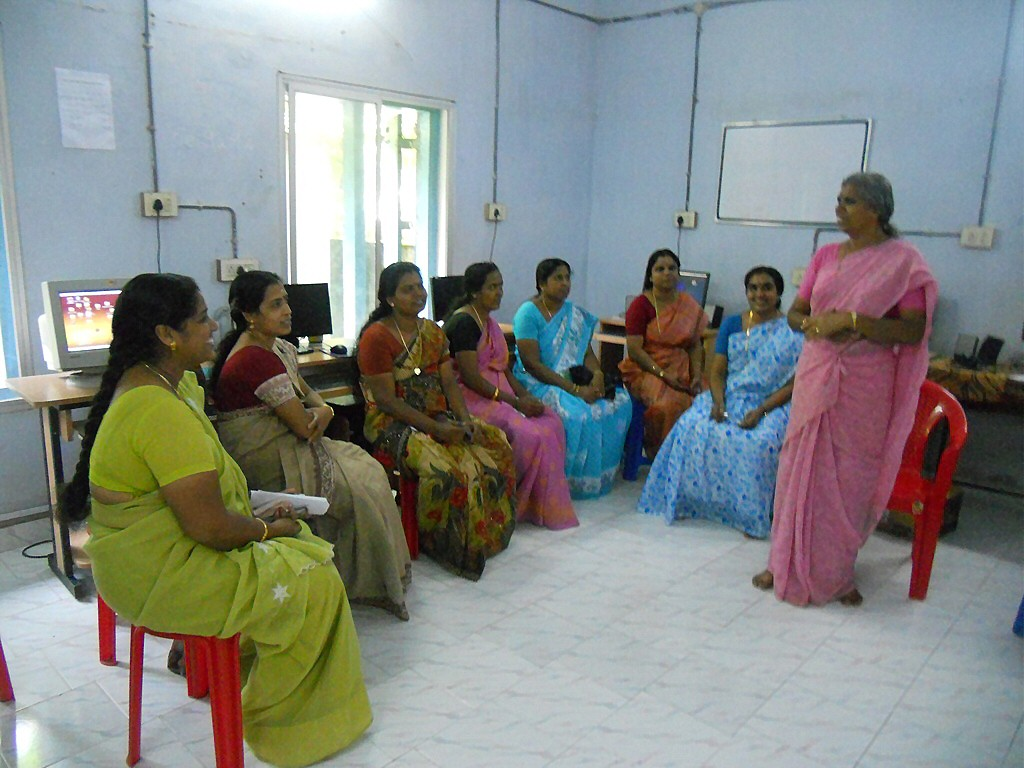
印度的女性接受健康教育

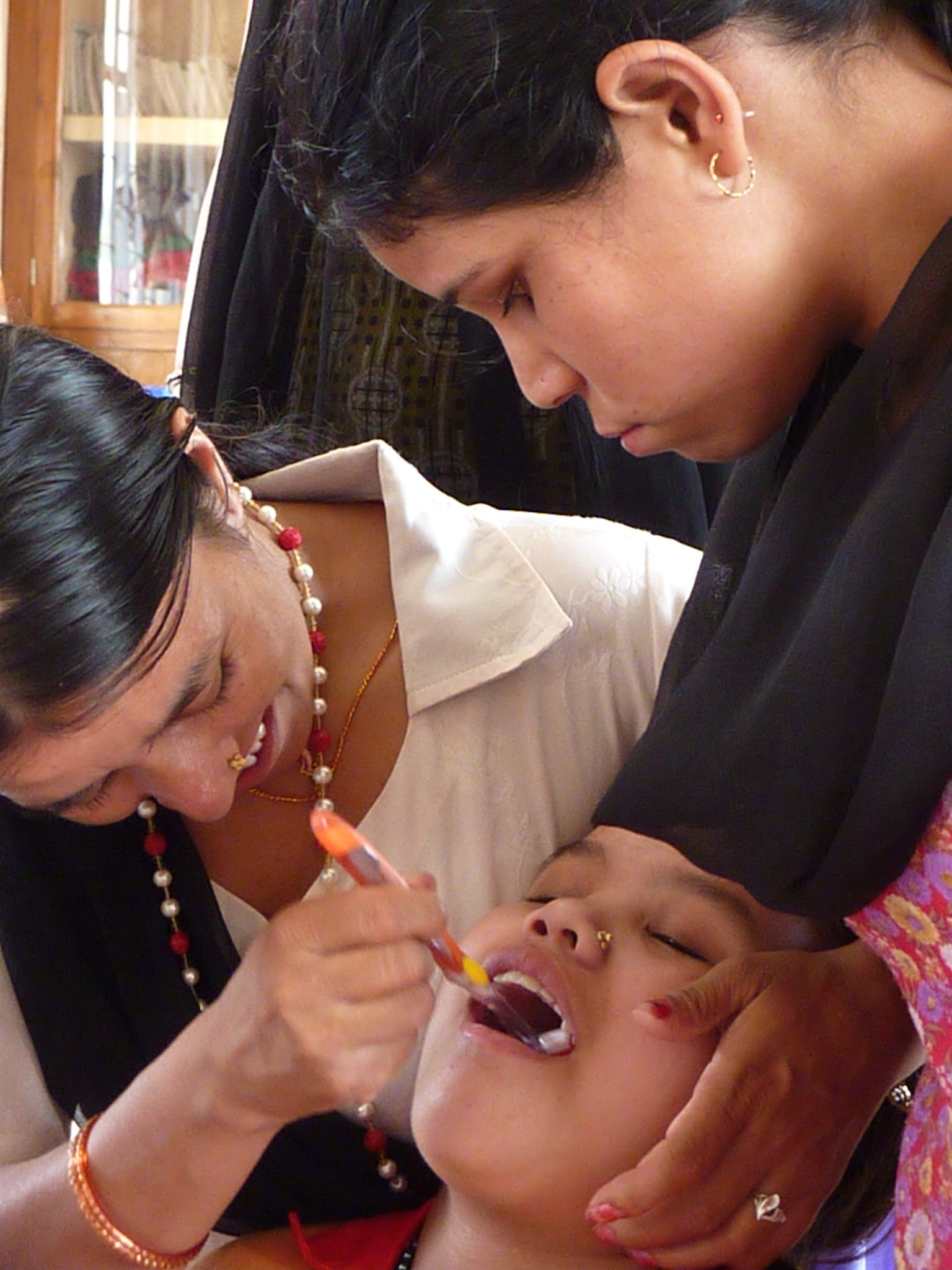
尼泊尔女性學習牙醫學

在改善女性健康的行動中，研究相當的重要。研究需要包括女性特有的疾病、女性病情比男性要嚴重的疾病、以及女性的風險因素和男性不同的疾病。在研究上的性別平衡需要適當的取捨，以便可以偵測及分析性別及其他風險因素之間的相關性。Gronowski和Schindler建議科学期刊在刊載動物研究時將性別記錄文件列為必要項目，並且贊助機構要求參與研究人員針對其提案中是否有性別不平等的情形進行確認，優先考慮較具包容性的建議。他們也建議醫療機構的角色要鼓勵女性參與臨床研究。目前在WHI的大型計劃已有一些進展，女性健康研究協會在2006年建立了性別差異研究組織（Organization for the Study of Sex Differences）以及期刊《Biology of Sex Differences》，目的是要進一步的研究人類的性別差異。
研究所得的資訊需要一段時間才會落實在医学實務中。臨床醫學需要統合一些目前學術研究的資訊，例如從各方面所得，有關哪些疾病對男性及女性影響不同的資訊。許多檢查的正常参考值范围還沒有單獨針對女性族群訂定適當的標準，像是「正常」發育及成長也準則也有類似情形。藥物劑量也需考慮男性和女性藥物代謝情形的不同，訂出合理的劑量。
以全世界的角度來看，女性要可以接受醫療服務，仍然是一項挑戰，不論在已開發國家或是開發中國家都是如此。美國在患者保護與平價醫療法案實施之前，生育年齡的女性中，有25%沒有醫療保險。在沒有適當保險的情形下，婦女可能就會因為經濟問題，避免一些重要的自我保健措施，例如定期的身體檢查、篩查、預防性的檢查、以及產前檢查。若女性生活在貧窮門檻以下，此情形更嚴重，她們非預期懷孕、非預期分娩以及選擇性人工流产的風險更大。此一族群的經濟負擔會使其學業表現低落、交通不便、無法靈活安排工作時間以及無法獲得托兒服務的情形變嚴重，這些都會成為接受醫療服務的障礙。這些問題在開發中國家更加的嚴重，開發中國家的女性分娩時，只有不到50%是由醫護人員（例如接生員、護理師、醫師）接生，因此造成孕產婦死亡的比例較高，約每一千位分娩的產婦中，就有一人死亡。雖然WHO有設定一些標準，例如至少要有四次的產檢，但是缺乏醫護人員、設施以及資源（例如處方集）都造成女性的高死亡率，而且死因是因為一些可以避免的原因，例如產科瘺、性傳播疾病以及子宮頸癌。
這些挑戰都是美國女性健康研究辦公室（ORWH）的目標，機構的目標也包括促進女性參與生物医学領域的研究。ORWH認為提昇女性醫學研究的一個方式就是提高女性參與醫療以及健康研究的人數比例，並且讓女性在政府、高等教育及私營部門中發揮領導作用。此一目標意識到女性在職涯上會面臨的玻璃天花板，包括在學術研究上、在拨款上、在薪資及實驗室空間上都有類似的限制。美國的国家科学基金会指出在女性在科技領域中，只有半數取得博士，只佔科學領域全職職缺的21%，工程領域全職職缺的5%，而平均所得的薪資只有男性同事的82%，在歐洲的比例更低。

## 文獻

### 座談會及叢刊
- . Scandinavian Journal of Clinical and Laboratory Investigation. August 2014, 74 (sup244): 1–94  [2020-04-07]. （原始内容存档于2020-03-02）.
- . Academic Medicine. September 1994, 69 (9)  [2020-04-07]. （原始内容存档于2018-10-30）.
- . The Lancet. September–October 2006, 368  [2020-04-07]. （原始内容存档于2014-08-22）.

### 論文
- Arbyn, M.; Castellsague, X.; de Sanjose, S.; Bruni, L.; Saraiya, M.; Bray, F.; Ferlay, J. . Annals of Oncology. 6 April 2011, 22 (12): 2675–2686. PMID 21471563. doi:10.1093/annonc/mdr015.
- Carnes, Molly; Morrissey, Claudia; Geller, Stacie E. . Journal of Women's Health. November 2008, 17 (9): 1453–1462. PMC 2586600 . PMID 18954235. doi:10.1089/jwh.2007.0688.
- Charney, Pamela. . Journal of General Internal Medicine. August 2000, 15 (8): 600–602. PMC 1495581 . PMID 10940153. doi:10.1046/j.1525-1497.2000.00623.x.
- Charney, Pamela. . Annals of Internal Medicine. 4 December 2001, 135 (11): 1002–1004. PMID 11730402. doi:10.7326/0003-4819-135-11-200112040-00013.
- Clancy, Carolyn M.; Massion, Charlea T. . JAMA. 14 October 1992, 268 (14): 1918–1920. PMID 1404719. doi:10.1001/jama.1992.03490140126048.
- Coney, Sandra; Bunkle, Phillida.  (PDF). Metro (Auckland). June 1987: 47–65  [23 August 2016]. （原始内容存档 (PDF)于2020-01-16）.
- Ellsberg, M. . International Journal of Gynecology & Obstetrics. September 2006, 94 (3): 325–332. PMID 16842792. doi:10.1016/j.ijgo.2006.04.021.
- Friedman, Arnold J.; Chen, Zhao; Ford, Patricia; Johnson, Cynda Ann; Lopez, Ana Maria; Shander, Aryeh; Waters, Jonathan H.; van Wyck, David. . Journal of Women's Health. December 2012, 21 (12): 1282–1289. PMID 23210492. doi:10.1089/jwh.2012.3713.
- Gahagan, Jacqueline; Gray, Kimberly; Whynacht, Ardath. . International Journal for Equity in Health. 2015, 14 (1): 12. PMC 4320818 . PMID 25637131. doi:10.1186/s12939-015-0144-4.
- Gahagan, Jacqueline. . Canadian Journal of Public Health. 15 August 2016, 107 (2): e140–1  [2020-04-07]. PMC 6972341 . PMID 27526209. doi:10.17269/cjph.107.5584. （原始内容存档于2019-11-19）. 简明摘要 – Jon Tattrie. Canadian Journal of Public Health tells researchers to address sex, gender in trials: Research 'excluding 50 per cent of the population' isn't best return for taxpayers, says Jacqueline Gahagan. Canadian Broadcasting Corporation News: Nova Scotia (7 December 2016).
- García-Moreno, Claudia; Amin, Avni. . Bulletin of the World Health Organization. 1 May 2016, 94 (5): 396–397  [2020-04-07]. PMC 4850543 . PMID 27147771. doi:10.2471/blt.16.172205. （原始内容存档于2018-10-22）.
- Geller, Stacie E.; Adams, Marci Goldstein; Carnes, Molly. . Journal of Women's Health. December 2006, 15 (10): 1123–1131  [2020-04-07]. PMID 17199453. doi:10.1089/jwh.2006.15.1123. （原始内容存档于2023-03-23）.
- Geller, Stacie E.; Koch, Abby; Pellettieri, Beth; Carnes, Molly. . Journal of Women's Health. March 2011, 20 (3): 315–320. PMC 3058895 . PMID 21351877. doi:10.1089/jwh.2010.2469.
- Gronowski, Ann M.; Schindler, Emily I. . Scand J Clin Lab Invest Suppl. 2014, 244: 2–7  [2020-04-07]. PMID 25083885. doi:10.3109/00365513.2014.936672. （原始内容存档于2023-03-23）., in Bergmeyer (2014)
- Inhorn, Marcia C.  (PDF). Medical Anthropology Quarterly. September 2006, 20 (3): 345–378  [2020-04-07]. PMID 16937621. doi:10.1525/maq.2006.20.3.345. （原始内容存档 (PDF)于2015-05-28）.
- Kim, Esther S.H.; Carrigan, Thomas P.; Menon, Venu. . Journal of the American College of Cardiology. August 2008, 52 (8): 672–673. PMID 18702973. doi:10.1016/j.jacc.2008.05.025.
- Koplan, Jeffrey P; Bond, T Christopher; Merson, Michael H; Reddy, K Srinath; Rodriguez, Mario Henry; Sewankambo, Nelson K; Wasserheit, Judith N. . The Lancet. June 2009, 373 (9679): 1993–1995. PMID 19493564. doi:10.1016/S0140-6736(09)60332-9.
- Kozhimannil, Katy Backes; Abraham, Jean M.; Virnig, Beth A. . Women's Health Issues. March 2012, 22 (2): e135–e141. PMID 22385900. doi:10.1016/j.whi.2011.12.002.
- Liu, Katherine A.; DiPietro Mager, Natalie A. . Pharmacy Practice. 31 March 2016, 14 (1): 708. PMC 4800017 . PMID 27011778. doi:10.18549/PharmPract.2016.01.708.
- McCarthy, CR. . Acad Med. 1994, 69 (9): 695–698. PMID 8074757. doi:10.1097/00001888-199409000-00002., in Academic Medicine (1994)
- Macfarlane, Sarah B; Jacobs, Marian; Kaaya, Ephata E. . Journal of Public Health Policy. 10 December 2008, 29 (4): 383–401. PMID 19079297. doi:10.1057/jphp.2008.25.
- Manson, JoAnn E.; Chlebowski, Rowan T.; Stefanick, Marcia L.; Aragaki, Aaron K.; Rossouw, Jacques E.; Prentice, Ross L.; Anderson, Garnet; Howard, Barbara V.; Thomson, Cynthia A.; LaCroix, Andrea Z.; Wactawski-Wende, Jean; Jackson, Rebecca D.; Limacher, Marian; Margolis, Karen L.; Wassertheil-Smoller, Sylvia; Beresford, Shirley A.; Cauley, Jane A.; Eaton, Charles B.; Gass, Margery; Hsia, Judith; Johnson, Karen C.; Kooperberg, Charles; Kuller, Lewis H.; Lewis, Cora E.; Liu, Simin; Martin, Lisa W.; Ockene, Judith K.; O'sullivan, Mary Jo; Powell, Lynda H.; Simon, Michael S.; Van Horn, Linda; Vitolins, Mara Z.; Wallace, Robert B. . JAMA. 2 October 2013, 310 (13): 1353–1368. PMC 3963523 . PMID 24084921. doi:10.1001/jama.2013.278040.
- Marshall, N. L.; Tracy, A. J. . Family Relations. 2009, 58 (4): 380–391. doi:10.1111/j.1741-3729.2009.00560.x.
- Marshall, Nancy L. . : 46–63  [13 July 2016]., in Spiers et al (2013)
- Murray-Kolb, LE; Beard, JL. . American Journal of Clinical Nutrition. March 2007, 85 (3): 778–87. PMID 17344500. doi:10.1093/ajcn/85.3.778.
- Norsigian, Judy. . . SAGE Publications, Inc. 1994: 111–117. ISBN 9780803958609. doi:10.4135/9781483327099.n11., in Dan (1994)
- Nour, Nawal M. . Scandinavian Journal of Clinical and Laboratory Investigation. 2014, 74: 8–12. PMID 25083886. doi:10.3109/00365513.2014.936673., in Bergmeyer (2014)
- Pimenta, Jeanne M; Galindo, Claudia; Jenkins, David; Taylor, Sylvia M. . BMC Cancer. 21 November 2013, 13 (1): 553. PMC 3871005 . PMID 24261839. doi:10.1186/1471-2407-13-553.
- Pinn, VW. . Acad Med. 1994, 69 (9): 698–702. PMID 8074758. doi:10.1097/00001888-199409000-00003., in Academic Medicine (1994)
- Public Health Service Task Force on Women's Health Issues. . Public Health Reports. January–February 1985, 100 (1): 73–106. PMC 1424718 . PMID 3918328.
- Royal Thai College of Obstetricians and Gynaecologists; JHPIEGO Corporation Cervical Cancer Prevention Group. . The Lancet. March 2003, 361 (9360): 814–820. PMID 12642047. doi:10.1016/S0140-6736(03)12707-9.
- Schiebinger, Londa. . Journal of Clinical Investigation. 1 October 2003, 112 (7): 973–977. PMC 198535 . PMID 14523031. doi:10.1172/JCI19993.
- Shen, Helen. . Nature. 6 March 2013, 495 (7439): 22–24. PMID 23467149. doi:10.1038/495022a.
- Siegel, Rebecca; Naishadham, Deepa; Jemal, Ahmedin. . CA: A Cancer Journal for Clinicians. January 2012, 62 (1): 10–29. PMID 22237781. doi:10.3322/caac.20138.
- Siegel, Rebecca L.; Miller, Kimberly D.; Jemal, Ahmedin. . CA: A Cancer Journal for Clinicians]]. January 2016, 66 (1): 7–30. PMID 26742998. doi:10.3322/caac.21332.}
- Stevens, Gretchen A; Mathers, Colin D; Beard, John R. . Bulletin of the World Health Organization. 1 September 2013, 91 (9): 630–639. PMC 3790210 . PMID 24101779. doi:10.2471/BLT.12.109710.
- Turshen, Meredeth; Koblinsky, Marge; Timyan, Judith; Gay, Jill. . Journal of Public Health Policy. December 1994, 14 (3): 366. JSTOR 3343047. doi:10.2307/3343047.
- Vickers, M. R; MacLennan, A. H; Lawton, B.; Ford, D.; Martin, J.; Meredith, S. K; DeStavola, B. L; Rose, S.; Dowell, A.; Wilkes, H. C; Darbyshire, J. H; Meade, T. W. . BMJ. 4 August 2007, 335 (7613): 239. PMC 1939792 . PMID 17626056. doi:10.1136/bmj.39266.425069.AD.
- Watts, Charlotte; Zimmerman, Cathy. . The Lancet. April 2002, 359 (9313): 1232–1237. PMID 11955557. doi:10.1016/S0140-6736(02)08221-1.
- Young, Ian S. . Scandinavian Journal of Clinical and Laboratory Investigation. 2014, 74: 1. PMID 25083884. doi:10.3109/00365513.2014.936671., in Bergmeyer (2014)

#### 生殖健康及性健康
- Aedy, Thomas. . Development Progress. 12 April 2016  [7 August 2016]. （原始内容存档于2016-11-01）., in Development Progress (2016)
- Bruinvels, G; Burden, R J; McGregor, A J; Ackerman, K E; Dooley, M; Richards, T; Pedlar, C.  (PDF). British Journal of Sports Medicine. 6 June 2016, 51 (6): bjsports–2016–096279  [2020-04-07]. PMID 27267895. doi:10.1136/bjsports-2016-096279. （原始内容存档 (PDF)于2018-07-23）.
- Chandra, A; Copen, CE; Stephen, EH.  (PDF). National Health Statistics Reports. 14 August 2013, (67): 1–18, 1 p following 19  [2020-04-07]. PMID 24988820. （原始内容存档 (PDF)于2020-02-26）.
- Darroch, Jacqueline E; Singh, Susheela. . The Lancet. May 2013, 381 (9879): 1756–1762. PMID 23683642. doi:10.1016/S0140-6736(13)60597-8.
- Forman, David; de Martel, Catherine; Lacey, Charles J.; Soerjomataram, Isabelle; Lortet-Tieulent, Joannie; Bruni, Laia; Vignat, Jerome; Ferlay, Jacques; Bray, Freddie; Plummer, Martyn; Franceschi, Silvia. . Vaccine. November 2012, 30: F12–F23. PMID 23199955. doi:10.1016/j.vaccine.2012.07.055.[]
- Ganatra, Bela; Tunçalp, Özge; Johnston, Heidi Bart; Johnson Jr, Brooke R; Gülmezoglu, Ahmet Metin; Temmerman, Marleen. . Bulletin of the World Health Organization. 1 March 2014, 92 (3): 155. PMC 3949603 . PMID 24700971. doi:10.2471/BLT.14.136333.
- Nour, NM. . Obstetrical & Gynecological Survey. April 2004, 59 (4): 272–279. PMID 15024227. doi:10.1097/01.ogx.0000118939.19371.af.
- Nour, Nawal. . Emerging Infectious Diseases. 2006, 12 (11): 1644–1649. PMC 3372345 . PMID 17283612. doi:10.3201/eid1211.060510.
- Nour, Nawal M.; Michels, Karin B.; Bryant, Ann E. . Obstetrics & Gynecology. July 2006, 108 (1): 55–60. PMID 16816056. doi:10.1097/01.AOG.0000224613.72892.77.
- Peterson, Herbert B; Darmstadt, Gary L; Bongaarts, John. . The Lancet. May 2013, 381 (9879): 1696–1699. PMID 23683620. doi:10.1016/S0140-6736(13)60999-X.
- Sedgh, Gilda; Bearak, Jonathan; Singh, Susheela; Bankole, Akinrinola; Popinchalk, Anna; Ganatra, Bela; Rossier, Clémentine; Gerdts, Caitlin; Tunçalp, Özge; Johnson, Brooke Ronald; Johnston, Heidi Bart; Alkema, Leontine. . The Lancet. July 2016, 388 (10041): 258–267. PMC 5498988 . PMID 27179755. doi:10.1016/S0140-6736(16)30380-4.
- Sunderam, Saswati; Kissin, Dmitry M.; Crawford, Sara B.; Folger, Suzanne G.; Jamieson, Denise J.; Warner, Lee; Barfield, Wanda D. . MMWR. Surveillance Summaries. 4 December 2015, 64 (11): 1–25. PMID 26633040. doi:10.15585/mmwr.ss6411a1.
- Sunderam, Saswati; Kissin, Dmitry M.; Crawford, Sara B.; Folger, Suzanne G.; Jamieson, Denise J.; Warner, Lee; Barfield, Wanda D. . MMWR. Surveillance Summaries. 6 December 2013, 62 (9): 1–24  [17 July 2016]. PMID 24304902. （原始内容存档于2018-04-18）.

#### 孕產婦健康
- Filippi, Véronique; Ronsmans, Carine; Campbell, Oona MR; Graham, Wendy J; Mills, Anne; Borghi, Jo; Koblinsky, Marjorie; Osrin, David. . The Lancet. October 2006, 368 (9546): 1535–1541  [2020-04-07]. PMID 17071287. doi:10.1016/S0140-6736(06)69384-7. （原始内容存档于2013-10-21）.
- Hansen, Christian Holm; Schellenberg, Joanna R M Armstrong.  (PDF). The Lancet. January 2016, 387 (10017): 410–411  [2020-04-07]. PMID 26869551. doi:10.1016/S0140-6736(16)00099-4. （原始内容存档 (PDF)于2018-07-21）.
- Joint Commission.  (PDF). Sentinel Event Alert. 26 January 2010, (44)  [2020-04-07]. （原始内容 (PDF)存档于2017-05-10）.
- Rosenfield, Allan; Maine, Deborah; Freedman, Lynn. . The Lancet. September 2006, 368 (9542): 1133–1135. PMID 17011925. doi:10.1016/S0140-6736(06)69386-0.
- Say, Lale; Chou, Doris; Gemmill, Alison; Tunçalp, Özge; Moller, Ann-Beth; Daniels, Jane; Gülmezoglu, A Metin; Temmerman, Marleen; Alkema, Leontine. . The Lancet Global Health. June 2014, 2 (6): e323–e333. PMID 25103301. doi:10.1016/S2214-109X(14)70227-X.

### 書籍
- Barmak, Sarah. . Toronto: Coach. 2016  [2020-04-07]. ISBN 9781552453230. （原始内容存档于2016-08-11）.
- Boyd-Judson, Lyn; James, Patrick (编). . Lanham: Lexington Books. 2014  [2020-04-07]. ISBN 9780739188897. （原始内容存档于2020-03-02）.
- Crowell, Nancy A.; Burgess, Ann W. (编). . DC: National Academies Press. 1996  [2020-04-07]. ISBN 9780309588812. doi:10.17226/5127. （原始内容存档于2018-07-06）.
- Dan, Alice J. (编). . Thousand Oaks, CA: Sage Publications. 1994  [2020-04-07]. ISBN 9781452255200. （原始内容存档于2020-03-02）.
- Grant, Nicole J. . Columbus: Ohio State University Press. 1992. ISBN 978-0814205723.
- Hart, Tanya. . NYU Press. 2015  [2020-04-07]. ISBN 9781479873067. （原始内容存档于2020-03-02）.
- Koblinsky, Marje; Timyan, Judith; Gay, Jill (编). . Boulder, San Francisco: Westview Press. 1993. ISBN 9780813316086.[]
- Lewis, Judith A.; Bernstein, Judith. . Sudbury, Mass.: Jones & Bartlett Learning. 1996. ISBN 9780867204858.
- Loue, Sana; Sajatovic, Martha (编). . New York: Kluwer Academic/Plenum Publishers. 2004  [2020-04-07]. ISBN 9780306480737. （原始内容存档于2020-03-02）.
- Nelson, Jennifer. . New York University Press. 2015  [2020-04-07]. ISBN 978-0-8147-6290-5. （原始内容存档于2020-03-02）.
- Pringle, Rosemary. . Cambridge: Cambridge Univ. Press. 1998  [2020-04-07]. ISBN 9780521578127. （原始内容存档于2020-03-02）.
- Regitz-Zagrosek, Vera (编). . Berlin: Springer. 2012  [2020-04-07]. ISBN 9783642307256. （原始内容存档于2020-03-02）.
- Senie, Ruby T. (编). . Burlington, MA: Jones & Bartlett Learning. 2014  [2020-04-07]. ISBN 9780763769857. （原始内容存档于2020-03-02）.
- Spiers, Mary V.; Geller, Pamela A.; Kloss, Jacqueline D. (编). . Hoboken, NJ: Wiley. 2013  [2020-04-07]. ISBN 9781118415511. （原始内容存档于2020-03-02）.
- Seaman, Barbara; Eldridge, Laura. . New York: Simon and Schuster. 2008. ISBN 9781416564836.
- Stevens, Joyce. . Leichhardt, N.S.W.: First Ten Years History Project. 1995  [14 July 2016]. ISBN 978-0646259772. （原始内容存档于2018-06-18）.
- Wolf, Naomi. . New York, New York: Ecco. 2012. ISBN 9780061989162.
- Young, Iris. . Oxford New York: Oxford University Press. 2000. ISBN 9780198297550.

#### 章節
- Galea, Sandro. . 2013-01-15: ix–x  [2020-04-07]. ISBN 9780763769857. （原始内容存档于2020-03-02）., in Senie (2014)
- Rosenthal, Miriam B. . . 2004: 358–360. ISBN 978-0-306-48073-7. doi:10.1007/978-0-306-48113-0_120., in Loue & Sajatovic (2004)
- Stebbins, Tira B. . . 2004: 820–822. ISBN 978-0-306-48073-7. doi:10.1007/978-0-306-48113-0_274., in Loue & Sajatovic (2004)
- Varia, Nisha. . 2016-01-05: 33–40  [2020-04-07]. （原始内容存档于2019-12-30）., in World Report (2016)

### 報告與文件
- . US Public Health Service Office on Women's Health. 2004  [2020-04-07]. ISBN 9780788117893. （原始内容存档于2020-03-02）.
- Cartwright, Silvia. . Auckland: Government Printing Office. 5 August 1988  [2020-04-07]. ISBN 978-0-473-00664-8. （原始内容存档于2020-01-30）.
- Committee on Women's Health Research, Institute of Medicine. . Washington DC: National Academies Press. 2010  [24 July 2016]. ISBN 9780309153898. （原始内容存档于2020-07-10）.
- Johnson, Paula A.; Therese Fitzgerald, Therese; Salganicoff, Alina; Wood, Susan F.; Goldstein, Jill M.  (PDF). Boston MA: Mary Horrigan Connors Center for Women's Health & Gender Biology. 3 March 2014  [2020-04-07]. （原始内容存档 (PDF)于2020-05-14）.
- Office of the Surgeon General. . Rockville, MD: U.S. Department of Health and Human Services. 2004  [18 July 2016]. PMID 20945569. （原始内容存档于2019-03-28）.
- Presler-Marshall, Elizabeth; Jones, Nicola.  (PDF). London: Overseas Development Institute Save the Children. June 2012  [2020-04-07]. （原始内容 (PDF)存档于2015-07-01）.
- Singh, Susheela; Darroch, Jacqueline E.  (PDF). NY: Guttmacher Institute UNFPA. June 2012  [7 September 2016]. （原始内容存档 (PDF)于2018-07-26）.
- Wood, Susan F.; Dor, Avi; Gee, Rebekah E.; Harms, Alison; Mauery, D. Richard; Rosenbaum, Sara J.; Tan, Ellen. . D. Richard. Washington DC: George Washington University, School of Public Health and Health Services, Jacobs Institute of Women's Health. 15 June 2009  [17 July 2016]. （原始内容存档于2016-09-19）.
- (PDF). New York: Human Rights Watch. 2016  [2020-04-07]. ISBN 978-1-60980-702-3. （原始内容存档 (PDF)于2019-06-17）.

#### 聯合國
- Biddlecom, Ann; Kantorová, Vladimíra; Kisambira, Stephen; Nahmias, Petra; Rafalimanana, Hantamalala.  (PDF). New York: Department of Economic and Social Affairs, United Nations. 2015  [2020-04-07]. ISBN 978-92-1-057775-5. （原始内容存档 (PDF)于2020-02-14）.
- Blum, Robert W; Gates, William H.  (PDF). UNFPA. 2015  [5 August 2016]. ISBN 978-0-89714-986-0. （原始内容存档 (PDF)于2020-02-09）.
- Garcia-Moreno, Claudia; Guedes, Alessandra; Knerr, Wendy.  (PDF). WHO PAHO. 2012  [2020-04-07]. （原始内容存档 (PDF)于2017-12-15）.
- García-Moreno, Claudia; Pallitto, Christina; Devries, Karen; Stöckl, Heidi; Watts, Charlotte; Abrahams, Naeemah.  (PDF). Geneva: WHO LSHTM SAMRC. 2013  [2020-04-07]. ISBN 978-92-4-156462-5. （原始内容存档 (PDF)于2017-12-15）.
- Ibañez, Ximena Andión; Phillips, Suzannah; Fine, Johanna; Shoranick, Tammy.  (PDF). Center for Reproductive Rights UNFPA. 2010  [2020-04-07]. （原始内容存档 (PDF)于2018-04-17）.
- Jones, Debra A.  (PDF). UNFPA. 2007  [2020-04-07]. （原始内容存档 (PDF)于2018-04-17）.
- Krug, Etienne G.; Dahlberg, Linda L.; Mercy, James A.; Zwi, Anthony B.; Lozano, Rafael (编). . Geneva: WHO. 2002. ISBN 978-92-4-154561-7.
- Ricardo, Christine; Verani, Fabio. . UNFPA. 2010  [2020-04-07]. ISBN 978-0-89714-909-9. （原始内容存档于2015-09-07）.
- Stewart, BW; Wild, CP (编). . Lyon: IARC WHO. 2014  [2020-04-07]. ISBN 978-92-832-0443-5. （原始内容存档于2018-04-17）.
- CSW.  (PDF). ECOSOC UN Women. 2013  [24 August 2016]. （原始内容存档 (PDF)于2020-03-14）.
- UN.  (PDF). United Nations General Assembly. 20 December 1993  [2020-07-07]. （原始内容存档 (PDF)于2019-02-14）.
- UN. . United Nations General Assembly. 8 September 2000  [2020-04-07]. （原始内容存档于2019-05-08）.
- UN.  (PDF). New York: United Nations. 2015  [2020-04-07]. （原始内容存档 (PDF)于2020-01-03）.
- UN.  (PDF). New York: United Nations. 2015  [2020-04-07]. （原始内容存档 (PDF)于2018-08-20）.
- UN.  (PDF). New York: United Nations. 2015  [2020-04-07]. （原始内容存档 (PDF)于2020-02-06）.
- UNFPA. . February 2016  [2020-04-07]. （原始内容存档于2019-05-21）.
- UN Women.  (PDF).   [23 August 2016]. （原始内容存档 (PDF)于2020-01-11）.
- UN Women.  (PDF). January 2016  [2020-04-07]. （原始内容存档于2020-03-14）.
- WHA.  (PDF). Geneva: WHO. May 1996  [2020-04-07]. （原始内容存档 (PDF)于2016-03-04）.
- WHO.  (PDF). July 1997  [2020-04-07]. （原始内容存档 (PDF)于2018-11-30）.
- WHO.  (PDF). Geneva: WHO: Department of Gender, Women and Health. 2005  [2020-10-06]. （原始内容存档 (PDF)于2020-08-07）.
- WHO. . Geneva: WHO. 2005  [2020-04-07]. ISBN 92-4-156290-0. （原始内容存档于2017-12-02）.
- WHO.  (PDF). WHO. 2014  [2 August 2016]. ISBN 978-92-4-150722-6. （原始内容存档 (PDF)于2020-01-15）.
- WHO.  (PDF). WHO Inter-Parliamentary Union. August 2016  [5 August 2016]. ISBN 978-92-4-156504-2. （原始内容存档 (PDF)于2016-08-09）.

### 網站
- McGregor, Alyson. . TED: Ideas worth spreading. Sapling Foundation. September 2014  [2020-04-07]. （原始内容存档于2019-08-14）.
- Saslow, Debbie. . American Cancer Society. 30 January 2013  [12 August 2016]. （原始内容存档于2018-04-17）.
- Arulkumaran, Sabaratnam (编). . International Federation of Gynecology and Obstetrics (FIGO).   [18 July 2016]. （原始内容存档于2019-07-14）.
- NLM. . Medical Subject Headings (MeSH). 2015  [6 July 2016]. （原始内容存档于2016-03-16）.
- . GHD. Global Health and Diplomacy. 2014  [2020-04-07]. （原始内容存档于2020-02-01）.

#### 新聞
- Barlow, Rich. . BU Today (Boston University). 28 March 2014  [21 July 2016]. （原始内容存档于2019-06-29）.
- Belluz, Julia. . Vox. 7 November 2016  [10 November 2016]. （原始内容存档于2018-06-18）.
- MacEachron, Allison.  (PDF). BCUN News (Business Council for the United Nations). July 2014  [13 July 2016]. （原始内容 (PDF)存档于2016-08-11）.
- Paquette, Danielle. . Washington Post. 22 October 2016  [26 October 2016]. （原始内容存档于2018-06-18）.
- Rogers, Katie. . New York Times. 18 October 2016  [26 October 2016]. （原始内容存档于2018-04-17）.
- Roussy, Kas. . Canadian Broadcasting Corporation. 6 June 2016  [4 July 2016]. （原始内容存档于2019-08-06）.
- Roy, Eleanor Ainge. . The Guardian. 30 July 2016  [2 August 2016]. （原始内容存档于2018-04-17）.
- Rubli, Sabrina. . The Huffington Post. 12 December 2014  [2 August 2016]. （原始内容存档于2019-09-28）.

#### 女性健康研究
- . Boston University Sloane Epidemiology Centre.   [21 July 2016]. （原始内容存档于2019-08-19）.
- . Milken Institute School of Public Health.   [20 July 2016]. （原始内容存档于2019-10-17）.
- . Harvard School of Public Health. 2016  [21 July 2016]. （原始内容存档于2020-02-23）.
- . National Institutes of Health. 2016  [20 July 2016]. （原始内容存档于2020-02-18）.
- . National Heart, Lung and Blood Institute. 2010  [21 July 2016]. （原始内容存档于2016-06-17）.
- . 2016  [20 July 2016]. （原始内容存档于2020-01-01）.
- . Northwestern University.   [20 July 2016]. （原始内容存档于2019-07-17）.

#### 組織
- . 2016  [15 September 2016]. （原始内容存档于2020-03-01）. see American Congress of Obstetricians and Gynecologists
- (PDF). Amnesty International. 2010  [4 August 2016]. （原始内容存档 (PDF)于2016-09-18）.
- . International Center for Research on Women. 2015  [4 August 2016]. （原始内容存档于2020-02-25）.
- . UK Department of International Development. 2014  [6 August 2016]. （原始内容存档于2020-02-24）.
- . US Department of Health and Human Services. 2012  [25 July 2016]. （原始内容存档于2019-10-04）.
  - . 2014  [6 August 2016]. （原始内容存档于2020-02-13）.
- . 2016  [6 August 2016]. （原始内容存档于2020-01-22）.
- . International Center for Research on Women. 2015  [7 August 2016]. （原始内容存档于2020-02-11）.
- . 2016  [7 August 2016]. （原始内容存档于2020-03-01）. see Human Rights Watch
- .   [7 August 2016]. （原始内容存档于2016-11-30）.
- .   [13 September 2016]. （原始内容存档于2020-02-25）. see Overseas Development Institute]]
- . 2016  [14 September 2016]. （原始内容存档于2020-02-29）. see Save the Children
- . New Zealand. 2014  [23 August 2016]. （原始内容存档于2020-01-16）.

##### 女性醫療提供者
- . University of California Santa Cruz. 2016  [19 July 2016]. （原始内容存档于2019-12-13）.
- . 2016  [14 July 2016]. （原始内容存档于2019-02-28）.
- .   [18 July 2016]. （原始内容存档于2020-02-11）.

##### 聯合國
- .   [1 August 2016]. （原始内容存档于2016-10-04）.
- . 聯合國.   [31 July 2016]. （原始内容存档于2020-02-24）.
- . 聯合國.   [1 August 2016]. （原始内容存档于2020-02-24）.
- ECOSOC. . 聯合國.   [24 August 2016]. （原始内容存档于2016-09-10）.
- OHCHR. . United Nations.   [5 August 2016]. （原始内容存档于2020-02-29）.
- UNDESA. . 聯合國.   [10 September 2016]. （原始内容存档于2020-01-03）.
- UNFPA. . 聯合國.   [31 July 2016]. （原始内容存档于2008-10-07）.
- UNICEF. . United Nations.   [1 August 2016]. （原始内容存档于2011-02-23）.
- UN Women. . United Nations. 2016  [16 August 2016]. （原始内容存档于2020-02-24）.
  - CSW. . ECOSOC UN Women. 2016  [24 August 2016]. （原始内容存档于2020-03-01）.

###### 世界衛生組織
- WHO. . 2016  [2020-04-07]. （原始内容存档于2018-01-28）.
  - WHO. . 1948  [6 July 2016]. （原始内容 (Preamble to the Constitution of the World Health Organization as adopted by the International Health Conference, New York, 19–22 June 1946; signed on 22 July 1946 by the representatives of 61 States (Official Records of the World Health Organization, no. 2, p. 100) and entered into force on 7 April 1948.)存档于2016-07-07）., in WHO (2016)
  - WHO. . 2016  [8 January 2017]. （原始内容存档于2020-02-17）.
  - WHO. . 2016  [8 January 2017]. （原始内容存档于2018-11-07）.
  - WHO. . 2016  [8 January 2017]. （原始内容存档于2019-03-29）.
  - PMNCH. . The Partnership for Maternal, Newborn & Child Health (PMNCH). 世界衛生組織. 5 September 2014  [6 August 2016]. （原始内容存档于2019-04-10）.
  - Bustreo, Flavia. . Promoting health through the life-course. 世界衛生組織. 8 March 2015  [15 August 2016]. （原始内容存档于2019-10-21）.
  - IARC. . 世界衛生組織. 2016  [6 September 2016]. （原始内容存档于2016-08-26）.

##### 美国疾病控制与预防中心
- CDC. . U.S. Department of Health & Human Services.   [16 July 2016]. （原始内容存档于2006-03-30）.
  - CDC. . 2016  [17 July 2016]. （原始内容存档于2020-02-27）., in CDC (2016)
  - CDC. . 2012  [18 July 2016]. （原始内容存档于2019-05-07）., in CDC (2016), in CDC (2016)

## 註解
1. ↑  在2011年宣佈，在每年的10月11日舉行活動[109]